# Schwellkopp
Die Schwellköpp (hochdeutsch: Geschwollene Köpfe) sind überdimensional große Pappmachéköpfe, die von Trägern beim Mainzer Rosenmontagszug zur Auflockerung zwischen den einzelnen Zugnummern getragen und präsentiert werden. Sie sind seit 1927 Teil der Mainzer Fastnacht. Die Schwellköpp zeigen, satirisch überspitzt, typische Physiognomien von Mainzer Charakteren beiderlei Geschlechtes.
Die ersten Exemplare baute der Mainzer Bildhauer Ludwig Lipp. Da das Tragen der rund 25 Kilogramm schweren Schwellköpp über eine Zugwegstrecke von sieben Kilometern äußerst anstrengend ist, wurde die Zahl der freiwilligen Träger immer knapper. Daher sammelte sich Anfang der 1990er Jahre eine Gruppe von Lokalpatrioten, um dieses Brauchtum zu pflegen, und konstituierte sich schließlich offiziell im Jahr 2002 unter dem Namen Schwell-Kopp-Träscher-Club (SKTC) als Verein. Die Kosten für die Planung und Herstellung eines Schwellkopps belaufen sich auf etwa 7000 Euro. Diese Kosten und die Lagerung übernimmt der für den Mainzer Rosenmontagszug verantwortliche Mainzer Carneval-Verein, dieser hat sich auch die Schwellköpp als Marke eintragen lassen.
Die Schwellköpp kann man nicht nur während Jugendmaskenzug, Tanz auf der Lu und Rosenmontagszug an den drei hohen Fastnachtsfeiertagen sehen, sondern auch bei anderen großen Veranstaltungen in Mainz, wie dem Gutenberg-Marathon.
Ähnliche Figuren aus Pappmaché existieren noch beim Carneval von Nizza, Viareggio und Barranquilla.

## Liste der Schwellköpp nach Namen

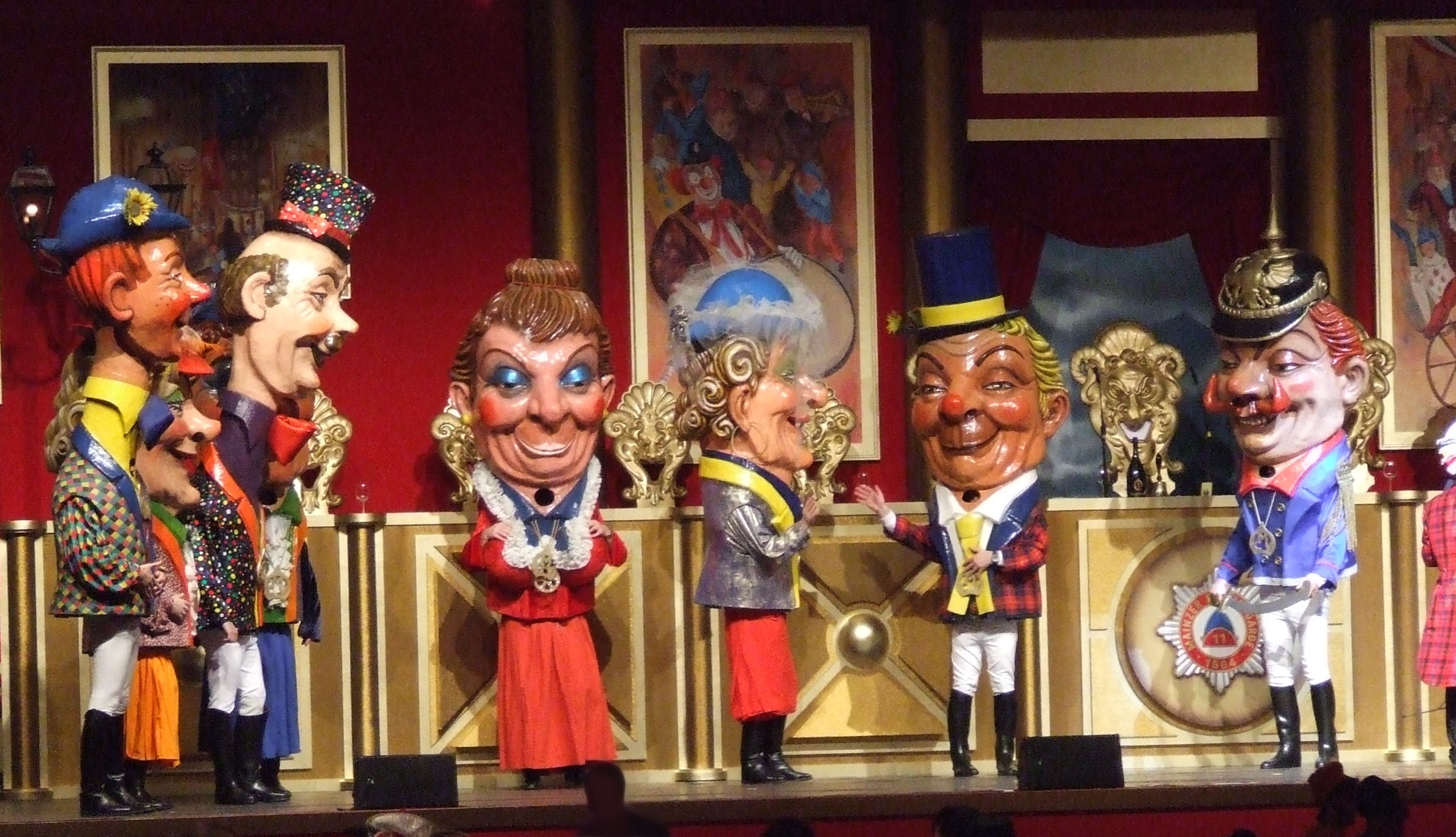
Long Latt, Tante Eulalia, Onkel Theobald, Schinnos, Scheel Amerell, Lackaff und Butze

Jeder der insgesamt 30 Schwellköpp (Stand: 2018) ist einzigartig. Vor einigen Jahren kam der Ehrenpräsident des Mainzer Carneval-Vereins (MCV) Rudi Henkel auf die Idee, jedem Schwellkopp einen eigenen Namen zu geben.
1. Alt Schees (weiblich) trägt einen grünen Hut mit Obst.
2. Bawett (weiblich) trägt ihre Haare in Form eines Dutt.
3. Blunz ist die Frau vom Schambes und darf wegen ihrer Leibesfülle nicht mit dem von ihrem Mann betriebenen Kettenkarussell fahren.
4. Butze (männlich) ist Polizist in einer preußischen Uniform mit Pickelhaube und einem Säbel. Bleibt bei seinen Patrouillengängen in der Altstadt in jeder Kneipe hängen.
5. Eulefons, (männlich) ähnelt dem Till Eulenspiegel oder einem Hofnarr, seine Kleidung besteht im Wesentlichen aus den Stadtfarben Rot und Weiß. Des Weiteren ist er mit Schnorres eng befreundet. Wenn man ihm einen Halben spendiert, singt er selbst im Sommer Ritzambaa, morje geht die Fassenacht aa (siehe auch Narrhallamarsch).
6. Fett Muck (weiblich) Muck bezeichnet im Mainzer Gebiet ein trächtiges weibliches Schwein. Die Leute sagen, in der Hochzeitsnacht wäre ihr Mann, der Pulverdutt, ständig ums Bett herumgelaufen, hätte sie betrachtet und gerufen: „Alles mir, alles mir!“
7. Fleebutz (männlich) trägt einen gelben Hut mit blauem Band, sein Jackett ist rotkariert. Er trägt einen gespaltenen Schnurrbart direkt unter den Nasenlöchern. Er ist der Zwillingsbruder vom Schote.
8. Goldig Krott (weiblich) hat lila gefärbte Haare, die Bluse ist rot-weiß kariert. Lacht immer und hat das ganze Jahr das Wappen vom MCV umhängen.
9. Hannebambel (männlich) trägt einen roten Hut sowie ein rot mit grünen Elementen versehenes Jackett. Seine Fliege besteht aus den Fastnachtsfarben Rot-Weiß-Blau-Gelb. Er ist ein gutmütiger Typ mit dem Motto: „Komm ich heute nicht, komm ich morgen.“
10. Hennesje (männlich) hat eine rote hochnäsige Nase, sein Jackett ist schwarz-lila kariert. Er ist mit dem Lisbetche verheiratet und hat seinen Sohn ’s Karlche mit in die Ehe gebracht. Da es Hennesje, zwei linke Hände hat (tollpatschig ist), ist das Einzige, was er kann, in der Wirtschaft sitzen und das Geld von seiner Frau verspielen.
11. Julche (weiblich) gräuliche Haare, goldene Ohrringe.
12. Karlche (männlich) trägt eine Mainzer Narrenkappe. Er ist der Sohn vom Hennesje, es Lisbetche ist seine Stiefmutter.
13. Knollenas (männlich) hat einen Schnurrbart und trägt eine blaue Mütze mit dem MCV Schriftzug, sein Anzug ist rot mit unterschiedlich bunten Punkten. Im Jahr 2007 war er das Zugplakettsche der Fastnachtskampagne.
14. Lackaff (männlich) trägt einen Zylinder mit gelbem Band, seine Haare sind blond.
15. Lisbetche (weiblich) hat blonde Haare und ihre Bluse ziert eine grüne Federboa. Sie ist mit dem Hennesje verheiratet und gibt mit ihm gemeinsam ihre Erbschaft aus, die sie aus einem Verhältnis mit einem reichen Mann hat, bei dem sie als Köchin gearbeitet hat. Die Leute nennen sie Erbschleicherin, denn sie hätte mit ihm so lange gesoffen, bis er tot war.
16. Long Latt ist der Sohn von der Strunzern. Wer sein Vater ist, weiß man nicht, es wird aber vermutet, dass es der Onkel Theobald ist.
17. Onkel Theobald (männlich) hat einen langen Hals und einen braunen Schnurrbart. Er ist Schiffer und somit in der ganzen Welt herumgekommen. Wenn er in Mainz ist, zieht es ihn in die Lokale. Des Weiteren trägt er gerne Zylinder, um zu zeigen, dass er ein „feiner Mann“ ist. Er ist vermutlich auch der Vater von der Long Latt.
18. Pulverdutt (männlich) trägt einen Clownshut und ist auch als solcher geschminkt. Er ist mit der Fett Muck verheiratet und hat deshalb nicht viel zu lachen, deshalb genießt er umso mehr die Mainzer Fastnacht. Sein Bruder ist der Hannebambel.
19. Quatschkopp (männlich) hat graues Haar und trägt einen schwarzen Hut mit gelbem Rand. Er redet dummes Zeug und steckt seine Nase gerne in alles Mögliche, ohne davon etwas zu verstehen.
20. Schambes (männlich) ist Schausteller und betreibt ein Kettenkarussell. Seine Frau Blunz darf allerdings nicht mit fahren, weil es sonst kippen könnte.
21. Scheel Amerell (weiblich) will immer was Besseres sein und legt großen Wert auf ihren Hut mit Schleier. Deshalb bekommt sie auch immer Streit mit ihrem Mann Schorsch.
22. Schinnos (weiblich) trägt eine rote Bluse und eine Halskette mit dem Mainzer Rad.
23. Schnorres (männlich) trägt eine Kappe in Rot und Blau. Er singt bei den Schnorreswackler und ist mit der Strunzern verheiratet.
24. Schnudedunker (männlich) grüne Kopfbedeckung. Er hängt mit seinem Mund gerne an einem Weinglas, am liebsten natürlich, wenn er nichts bezahlen muss.
25. Schorsch (männlich) trägt einen gelben Hut mit karierter Krempe. Er hat oft Streit mit seiner Frau Scheel Amerell, weil sie mehr ausgibt, als er verdienen kann.
26. Schoode (männlich) trägt einen gelben Strohhut mit blauer Krempe. Er ist der Zwillingsbruder von Fleebutz.
27. Strunzern (weiblich) trägt eine blaue Kopfbedeckung mit einer Feder. Sie ist mit Schnorres verheiratet, sowie Mutter von der Long Latt, wer allerdings sein Vater ist, weiß man nicht.
28. Tante Eulalia (weiblich) hat einen roten Hut und blonde Haare. Sie ist bei der Verwandtschaft nicht sehr beliebt, da sie angibt.
29. Zahraffel (weiblich) trägt einen blauen Hut mit Blumenschmuck. Ihren Namen verdankt sie ihrem lückenhaften Gebiss, da sie nur drei Zähne hat.
30. Rickes ist der neueste Schwellkopp und war beim Rosenmontagsumzug 2007 zum ersten Mal dabei. Er kann seinen Hals ausfahren und den Kopf nach rechts und links drehen. Er ist der erste Schwellkopp, der nicht mehr aus Gips und Papier, sondern aus einem flexiblen Kunststoff besteht.

Schwellkopp-Familie
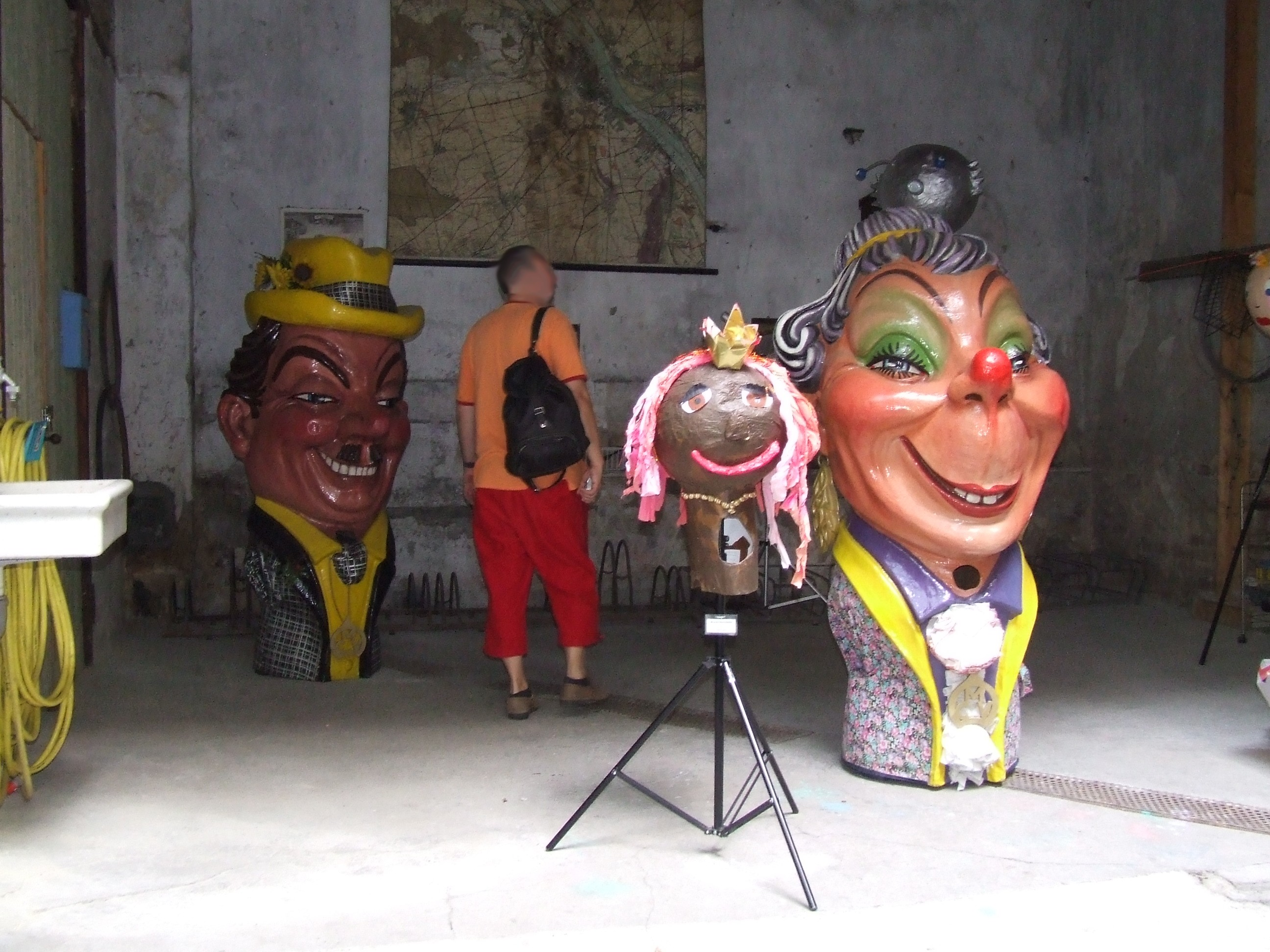
Größenvergleich
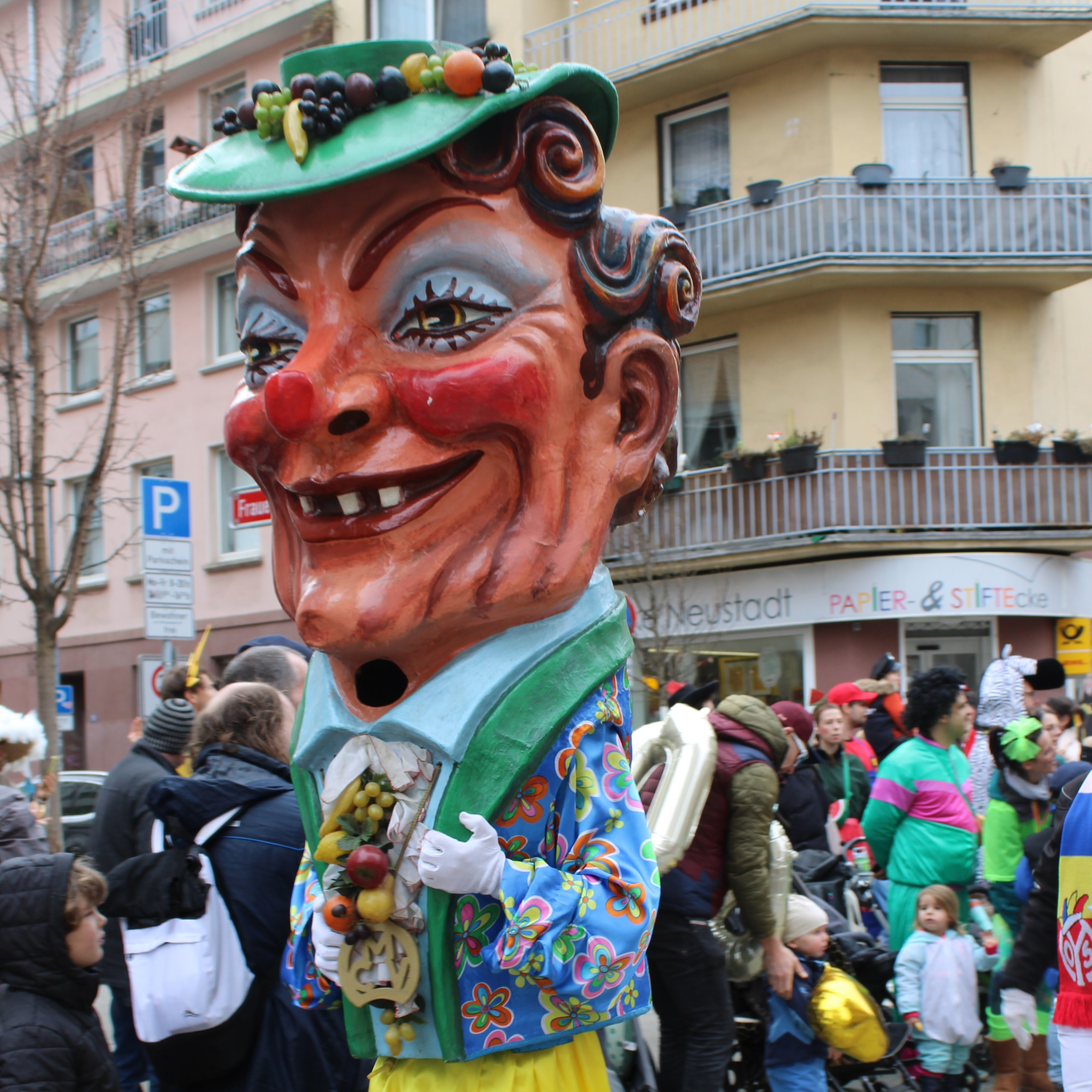
Alt Schees
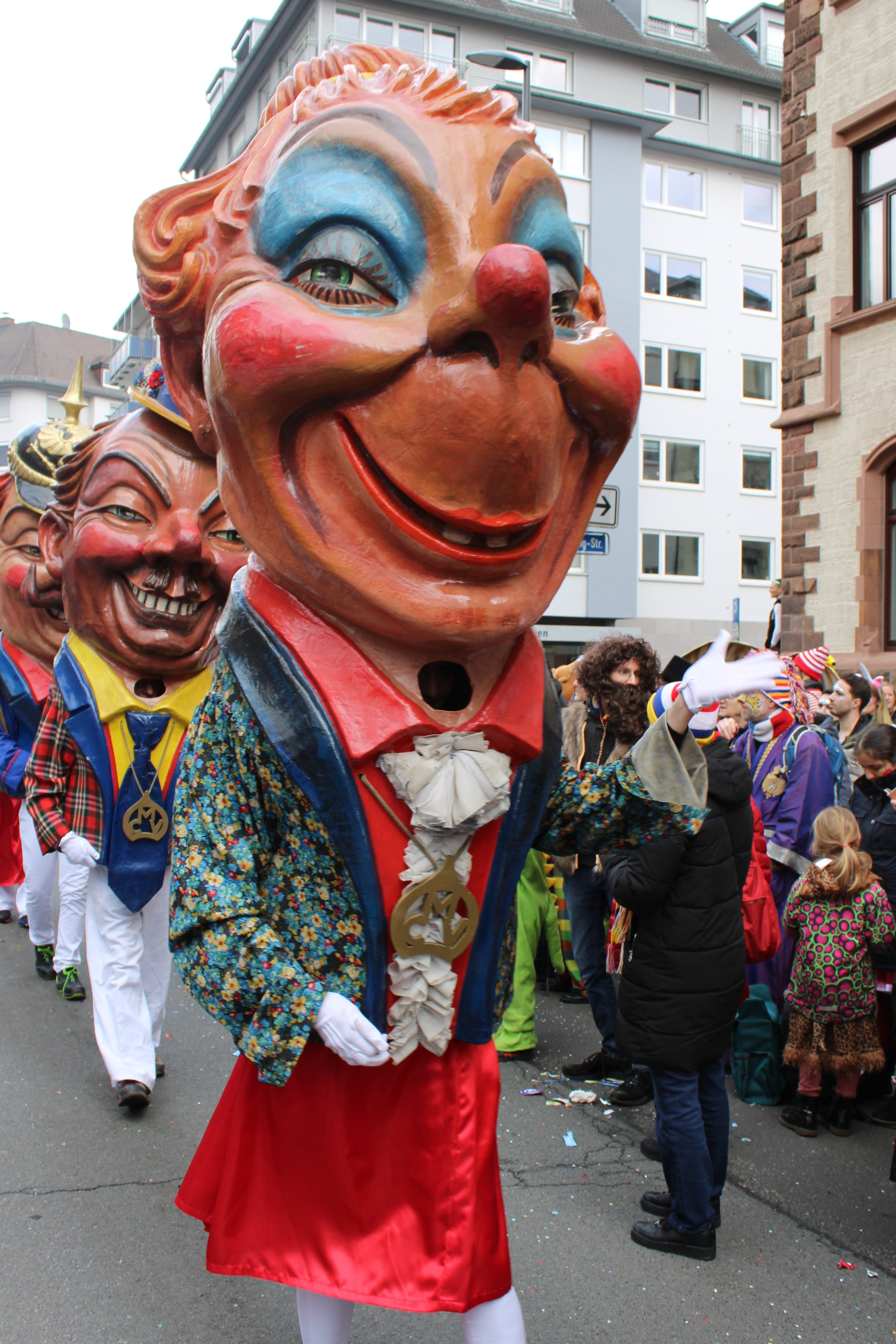
Bawett
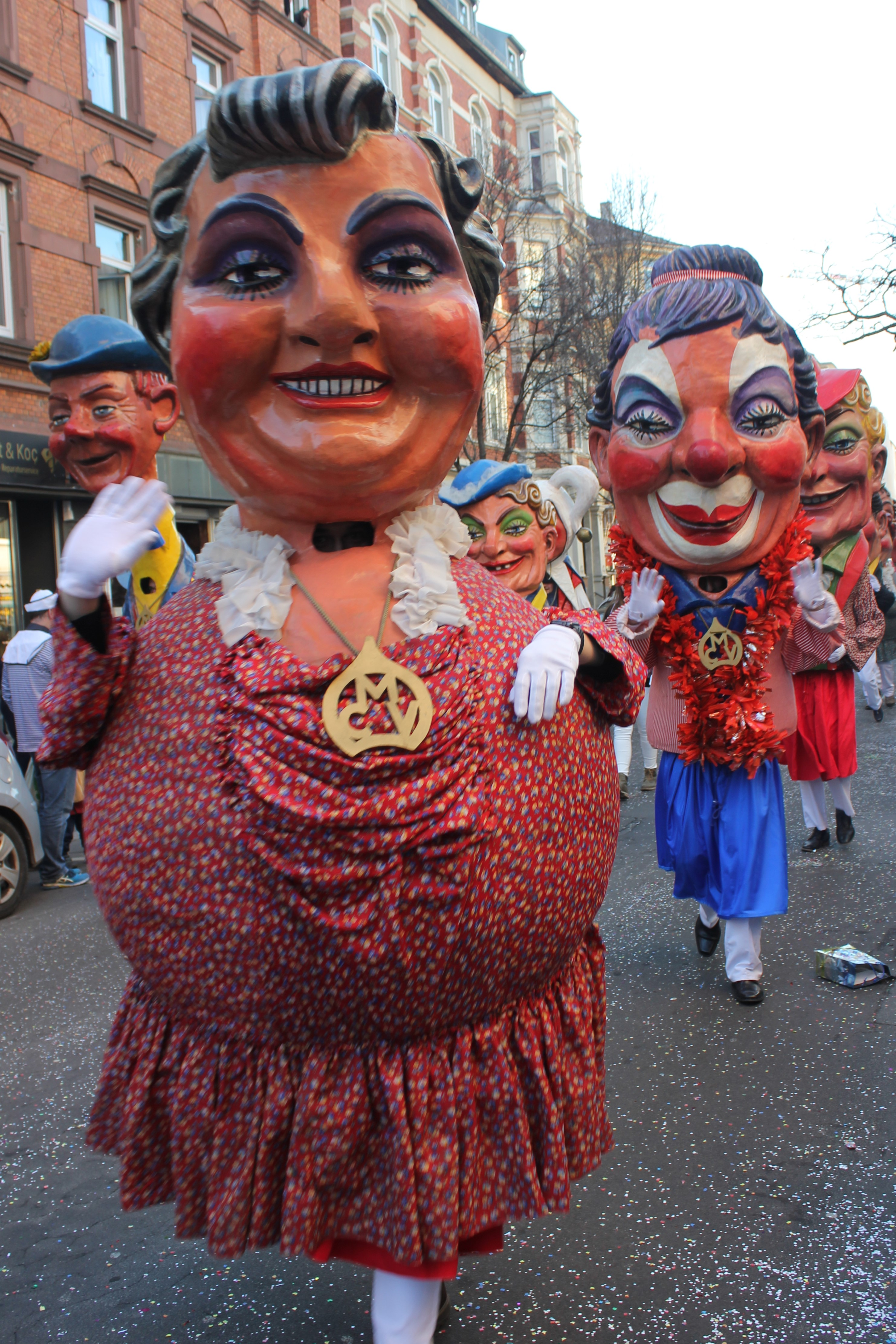
Blunz und Goldig Krott
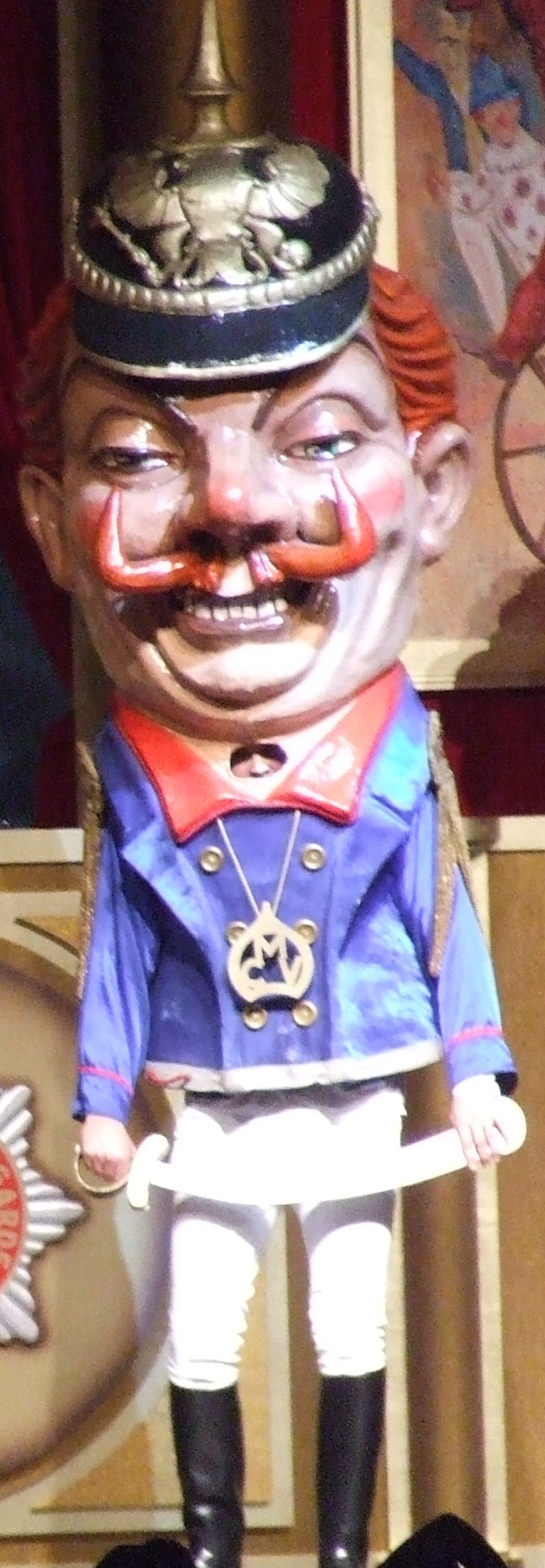
Butze
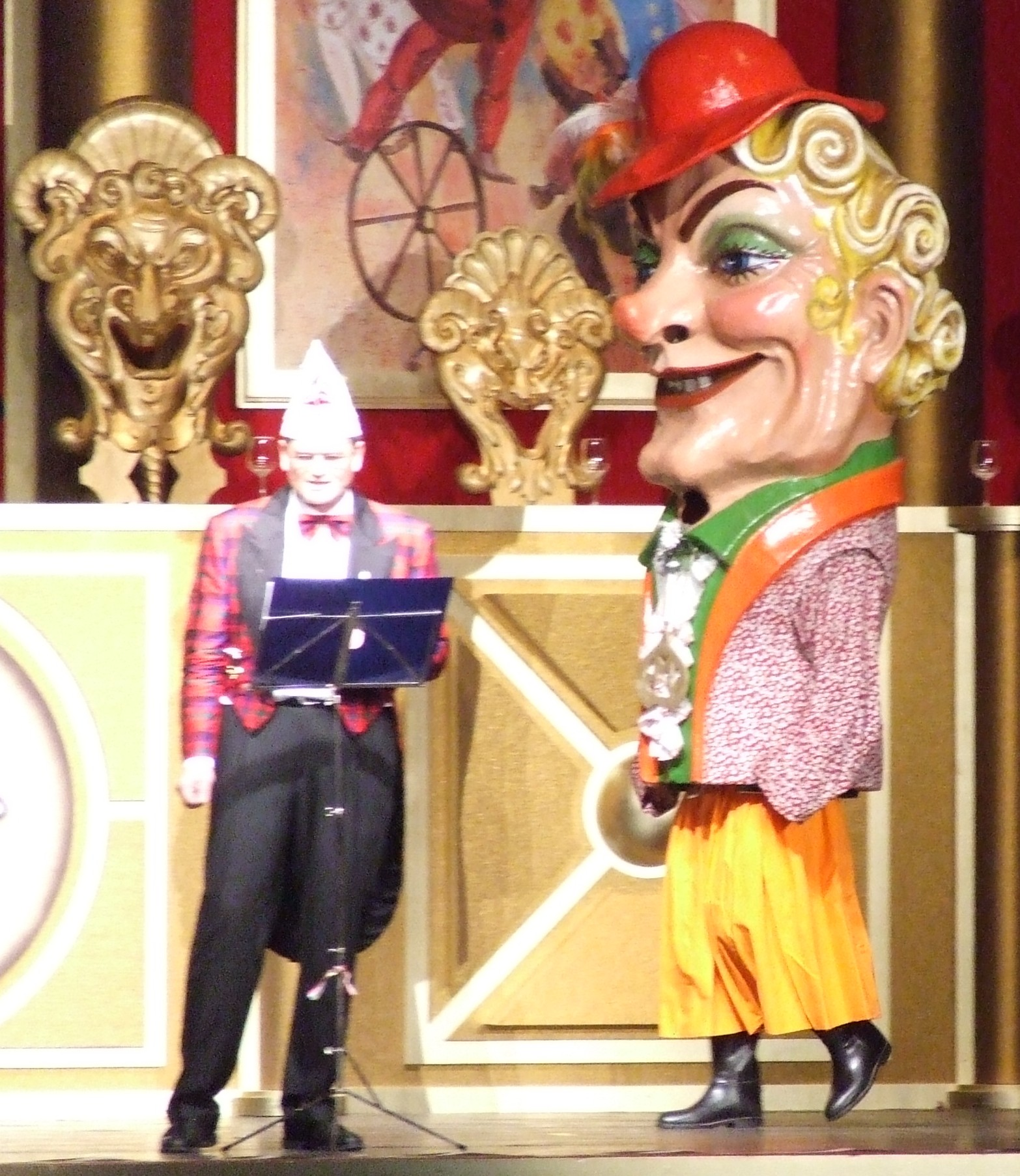
Tante Eulalia
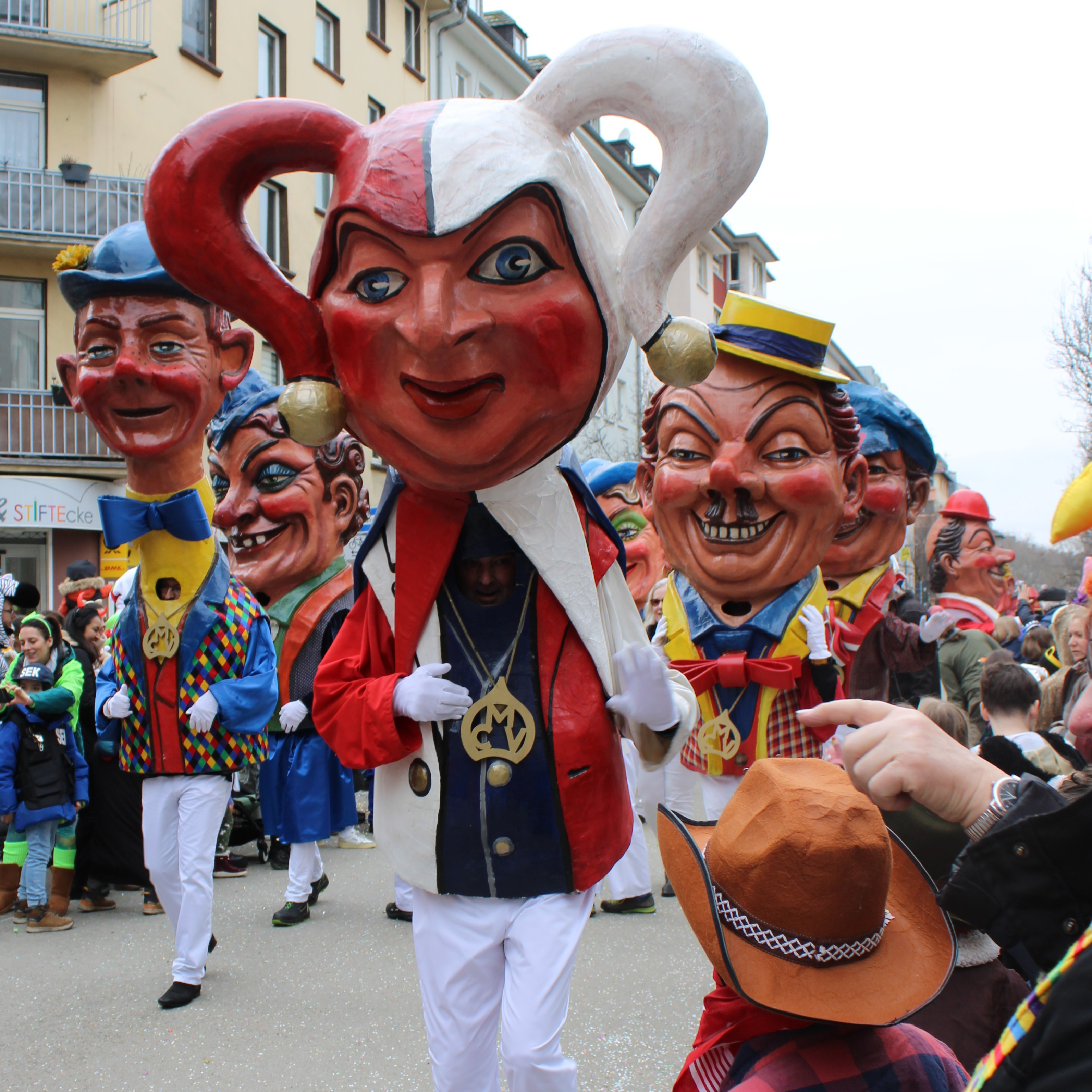
Eulefons
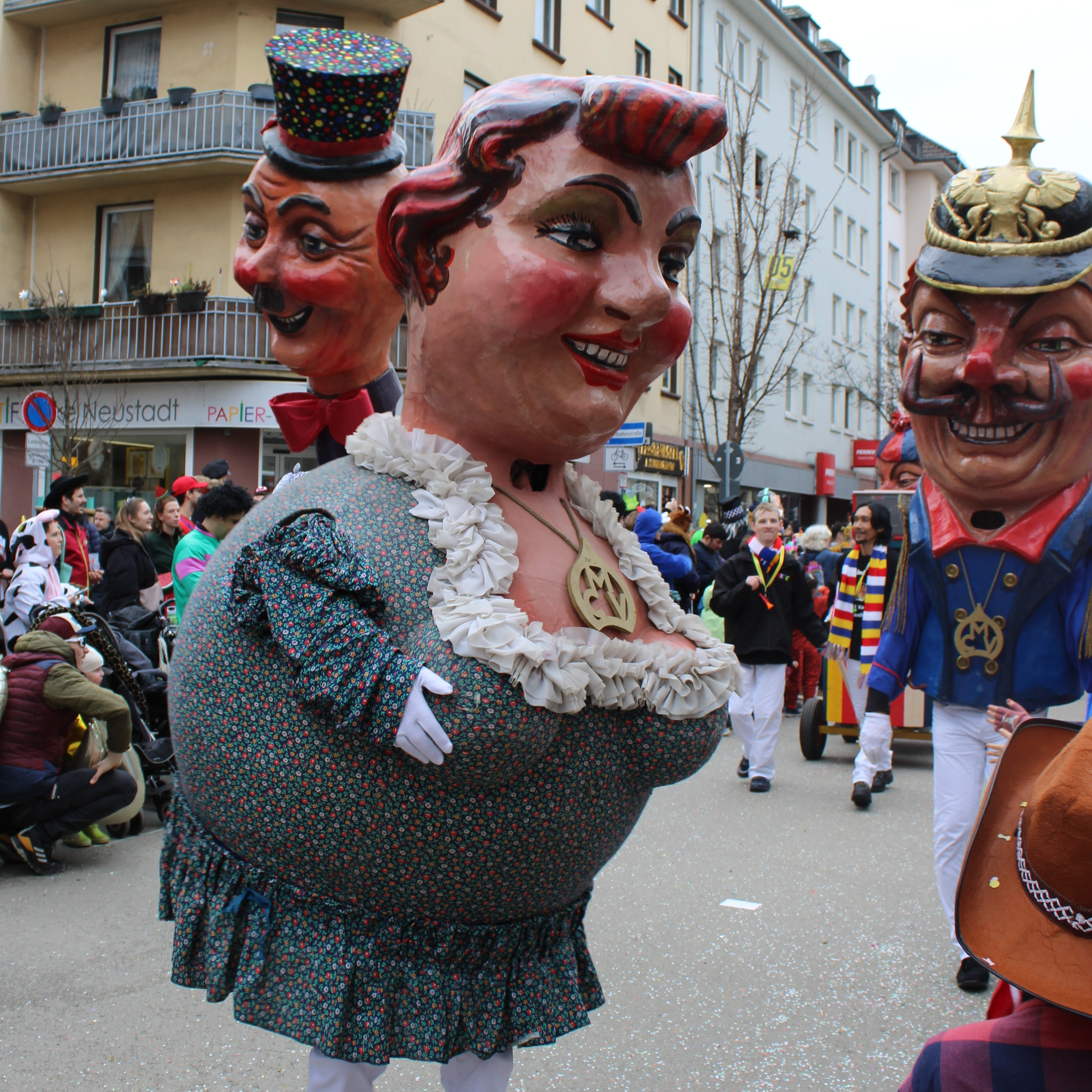
Fett Muck
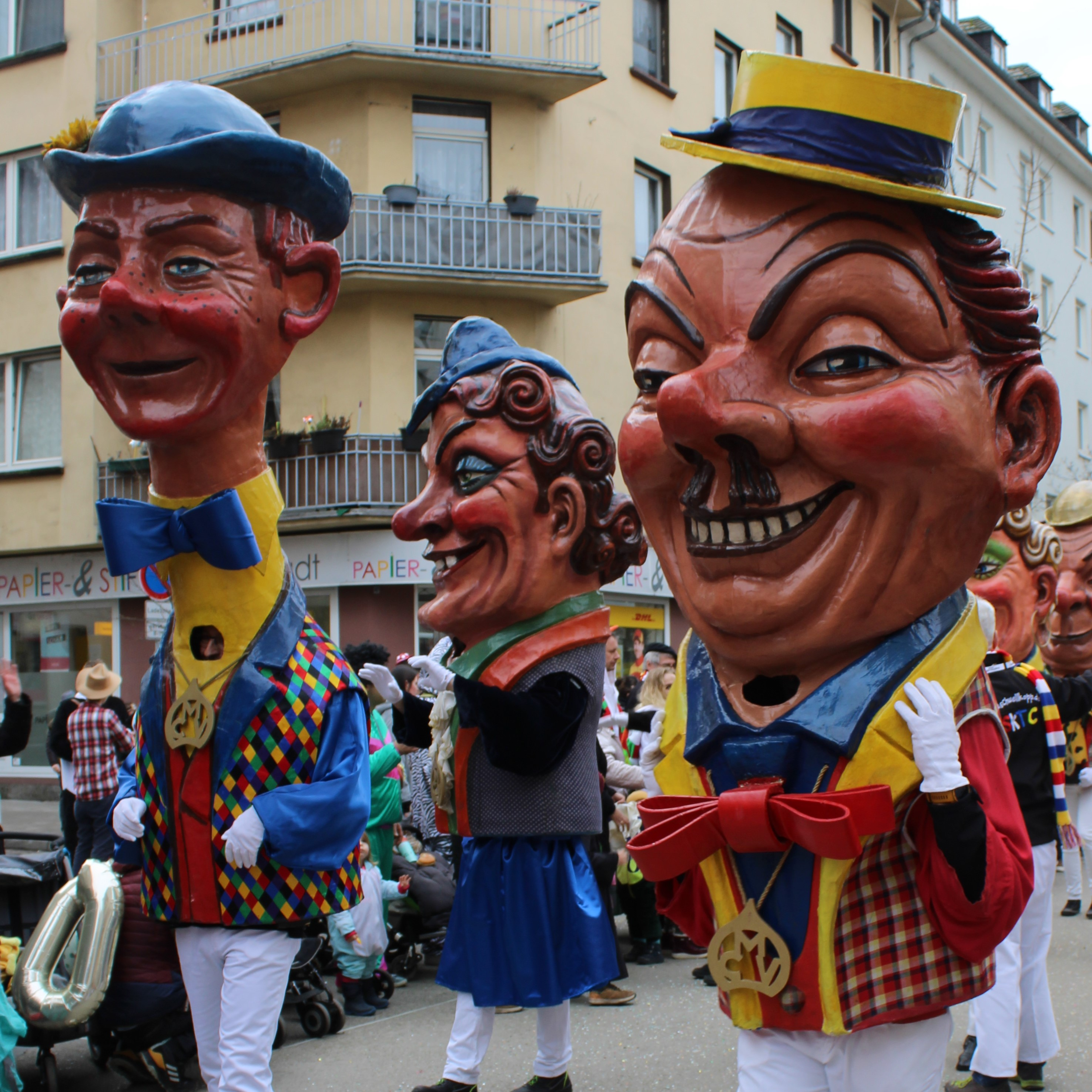
Long Latt, Strunzern, Fleebutz (von links nach rechts)
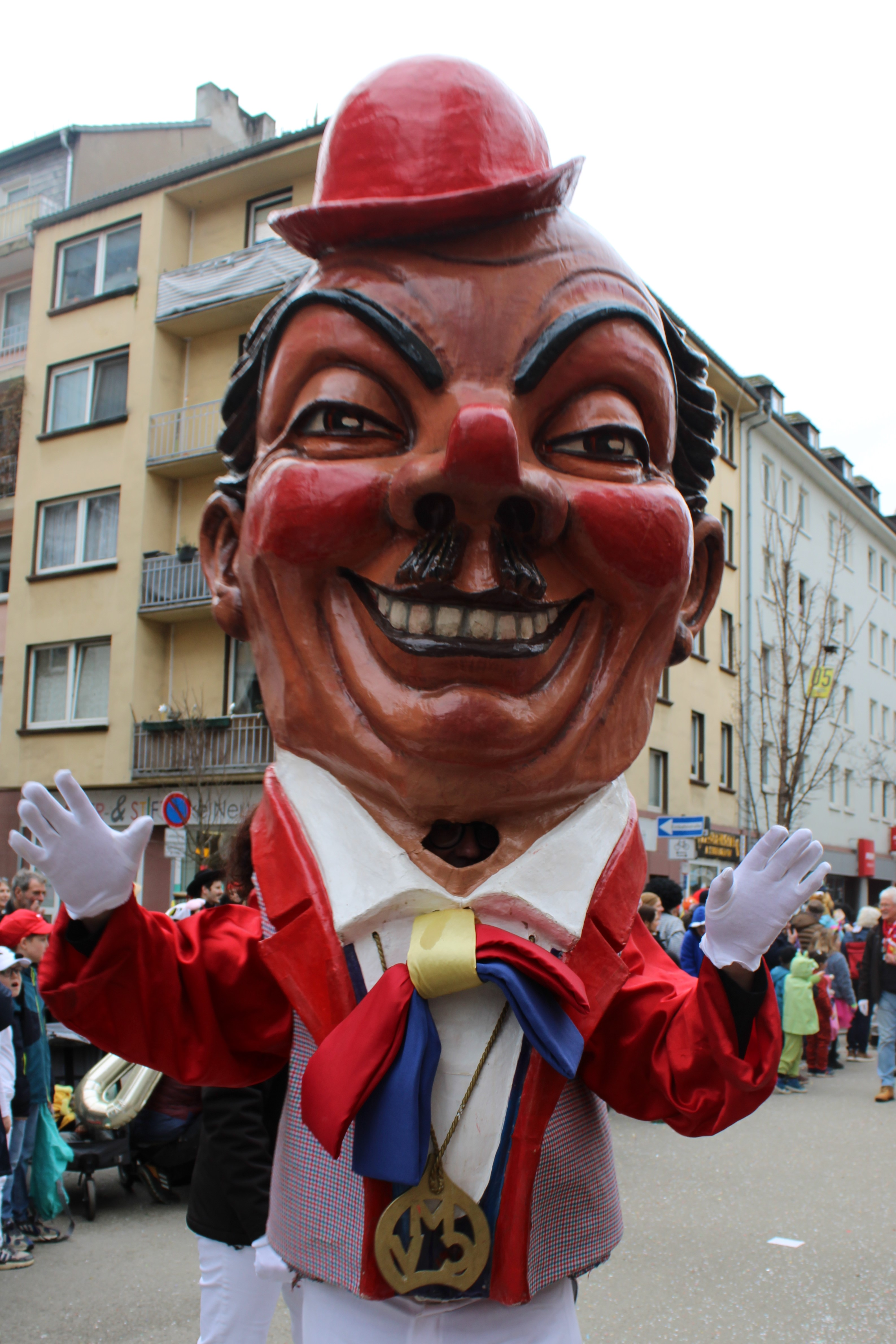
Hanne-bambel
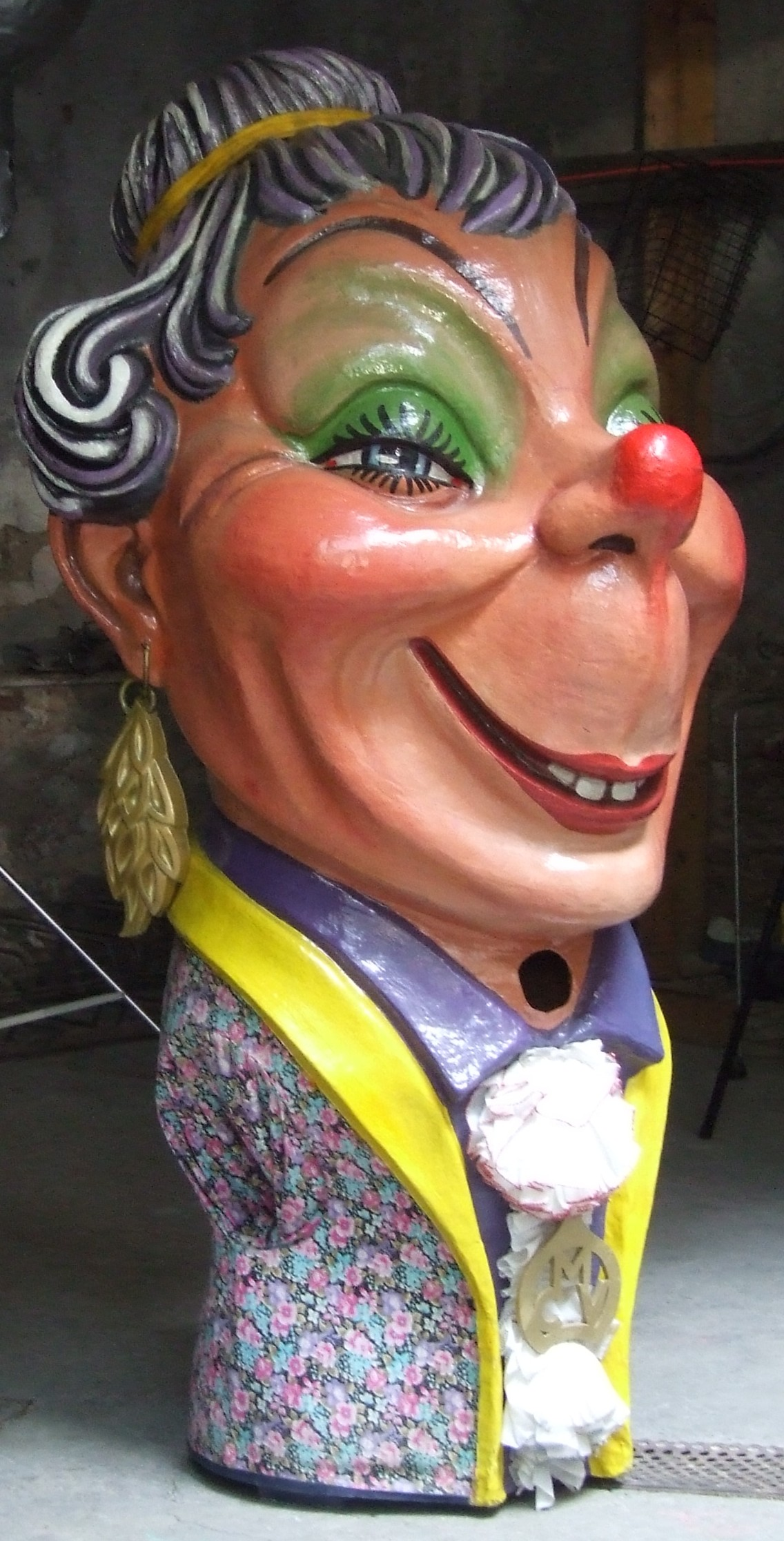
Julche
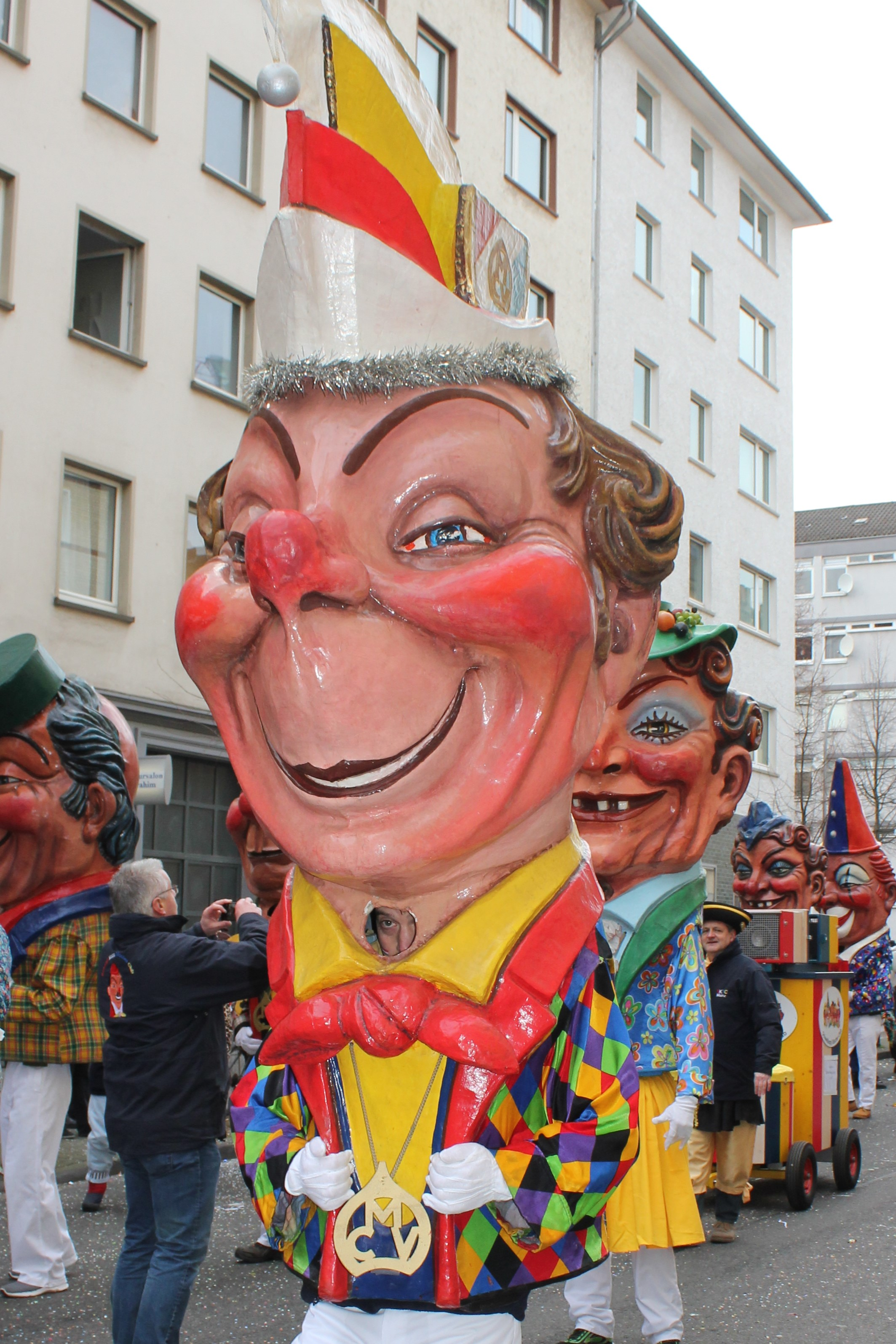
Karlche
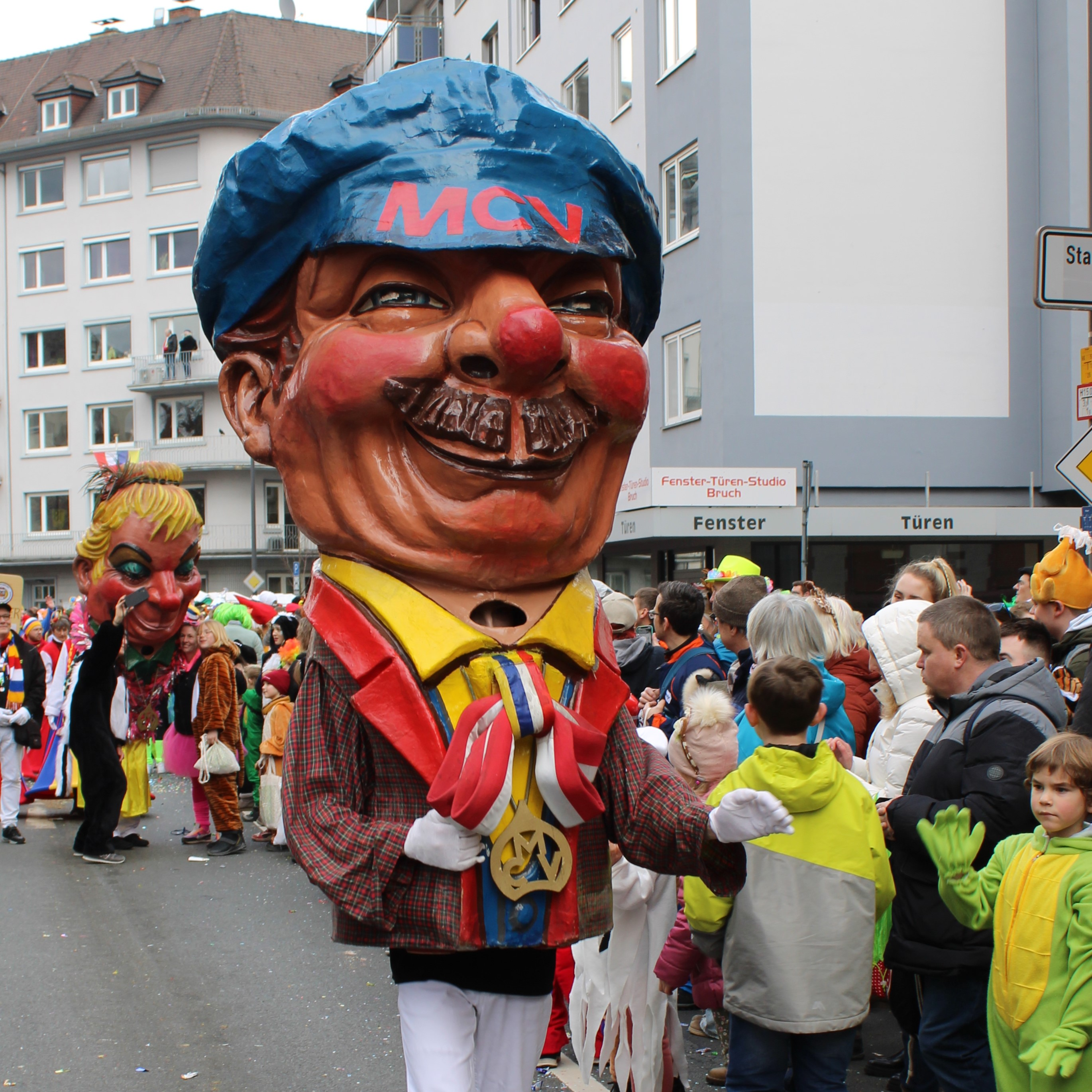
Knollenas
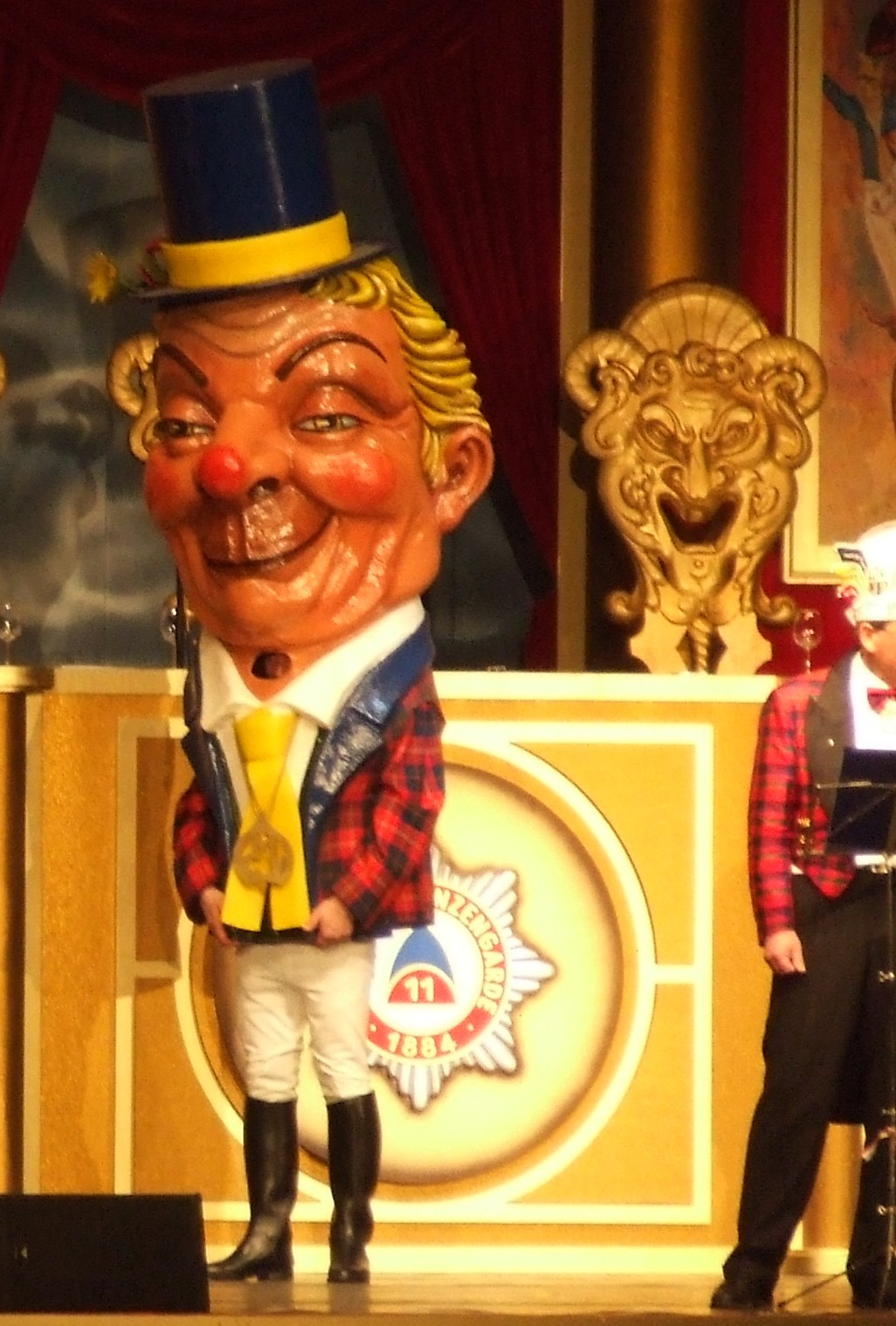
Lackaff
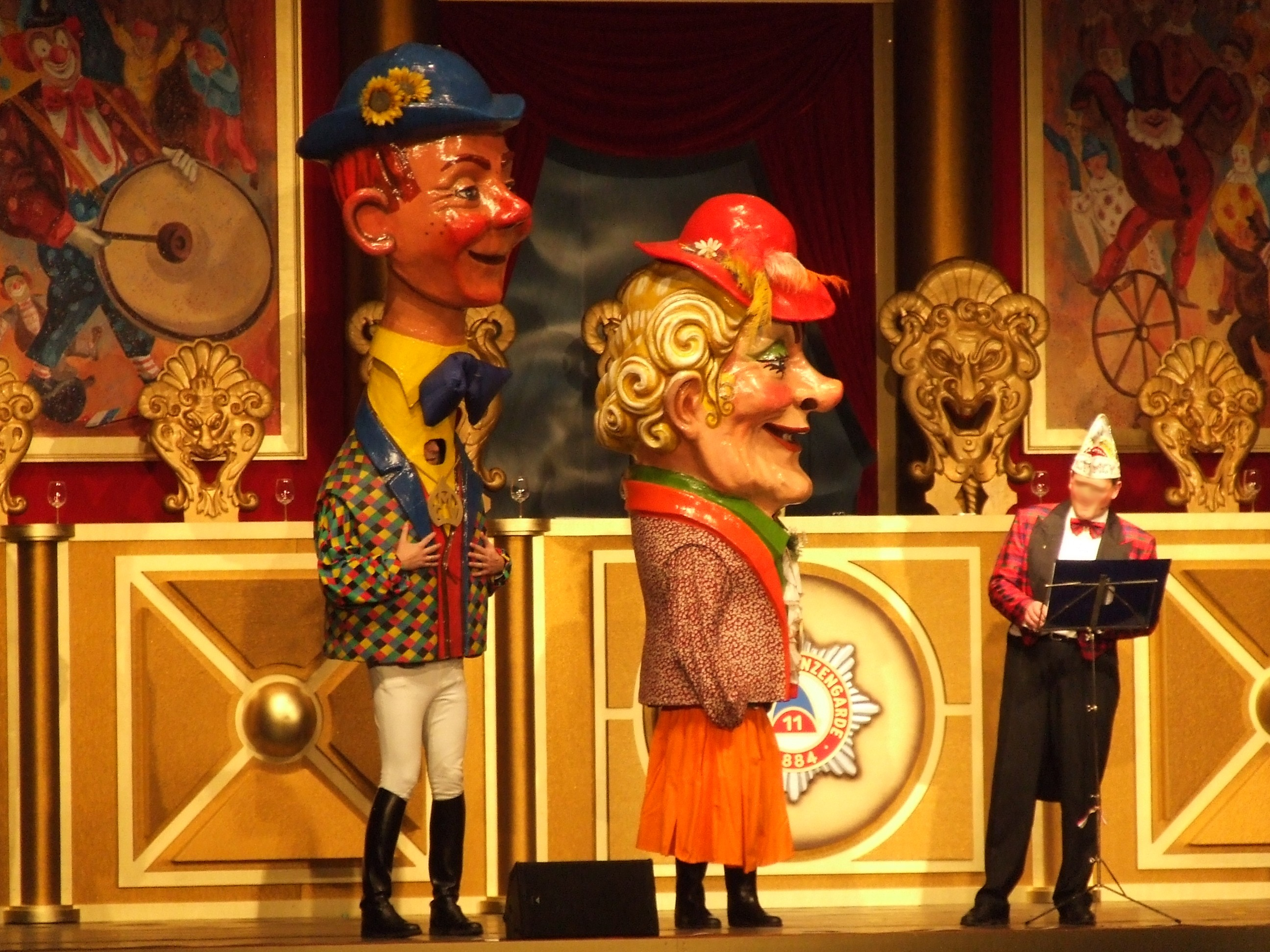
Long Latt und Tante Eulalia
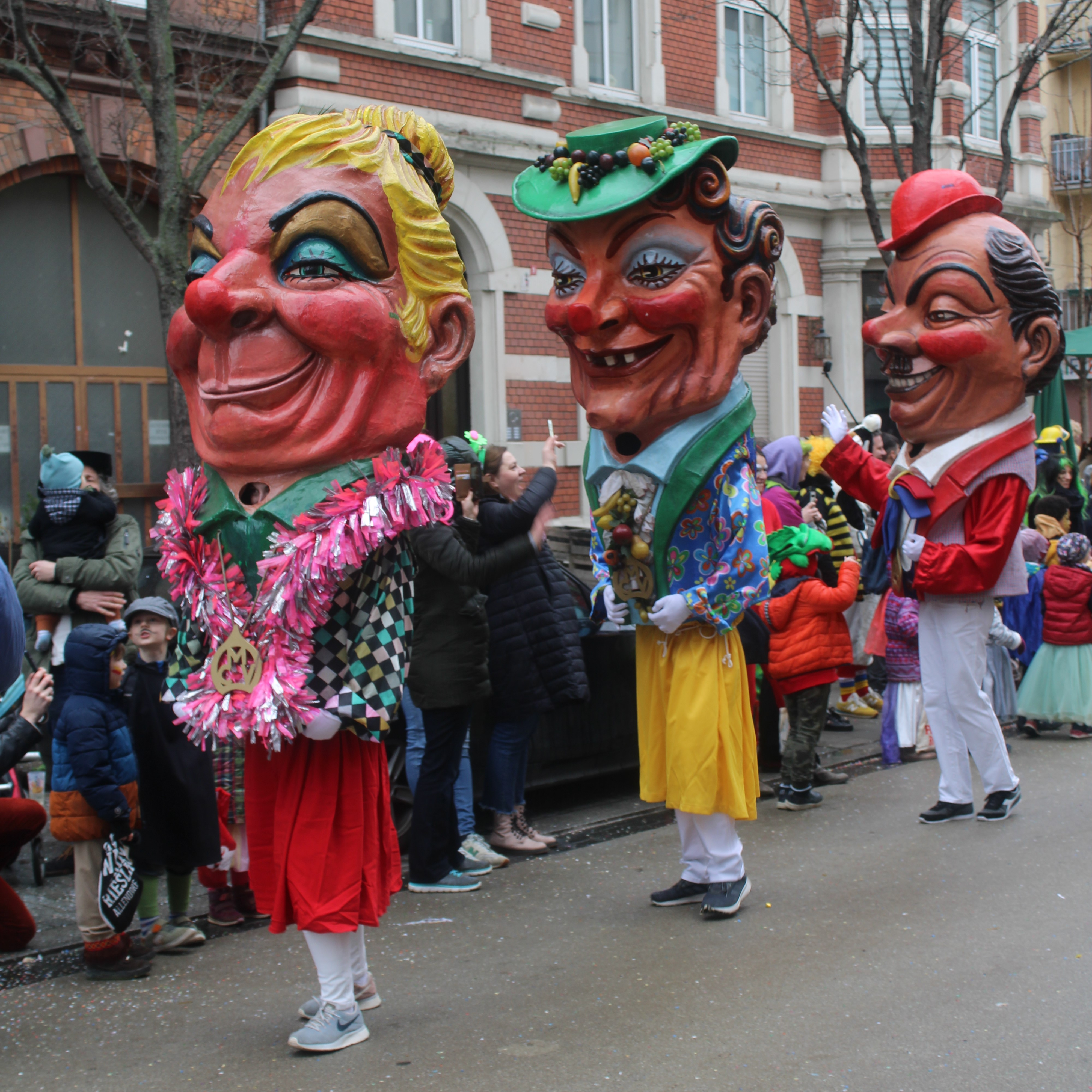
Lisbetche, Alt Schees, Hannebambel
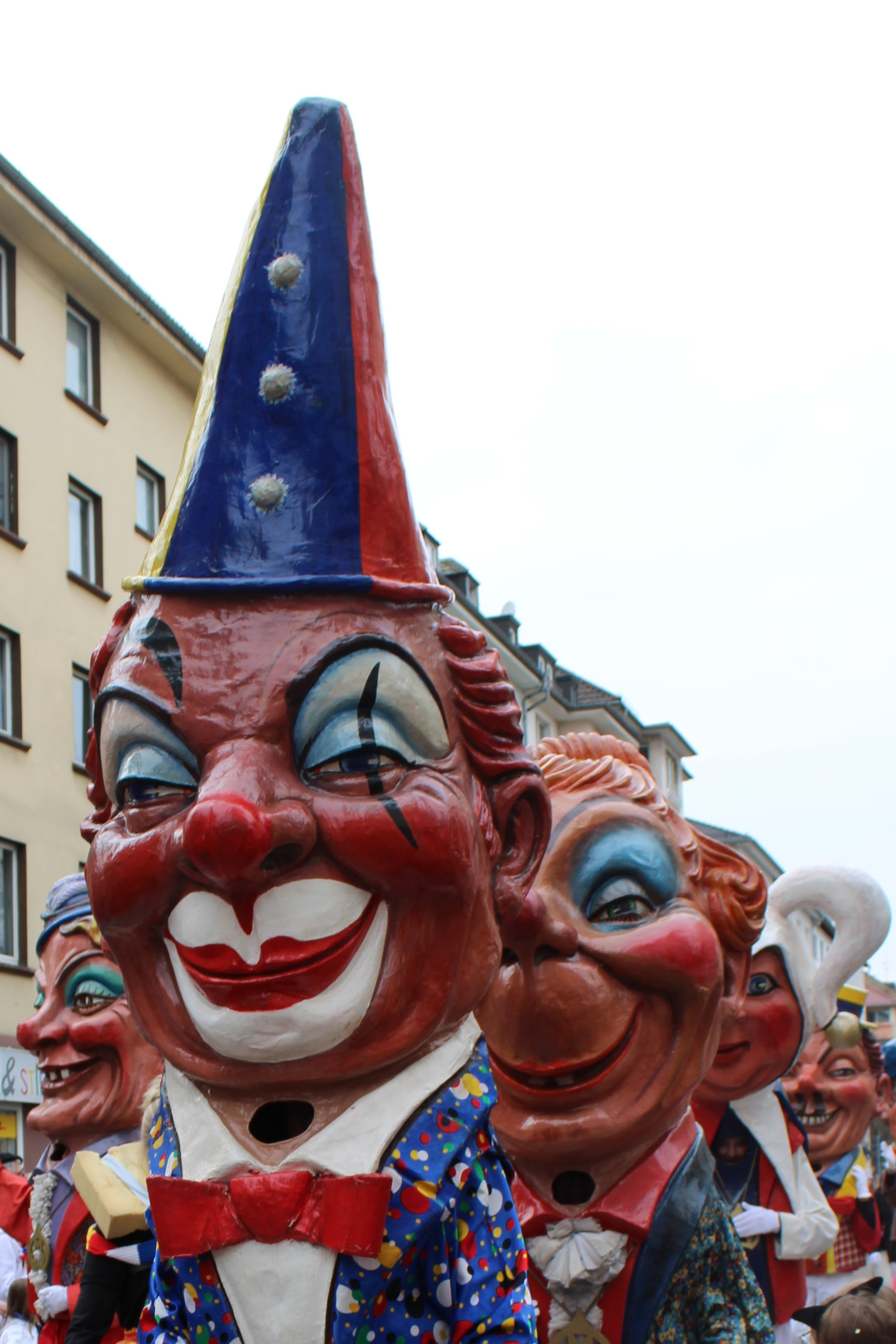
Pulverdutt
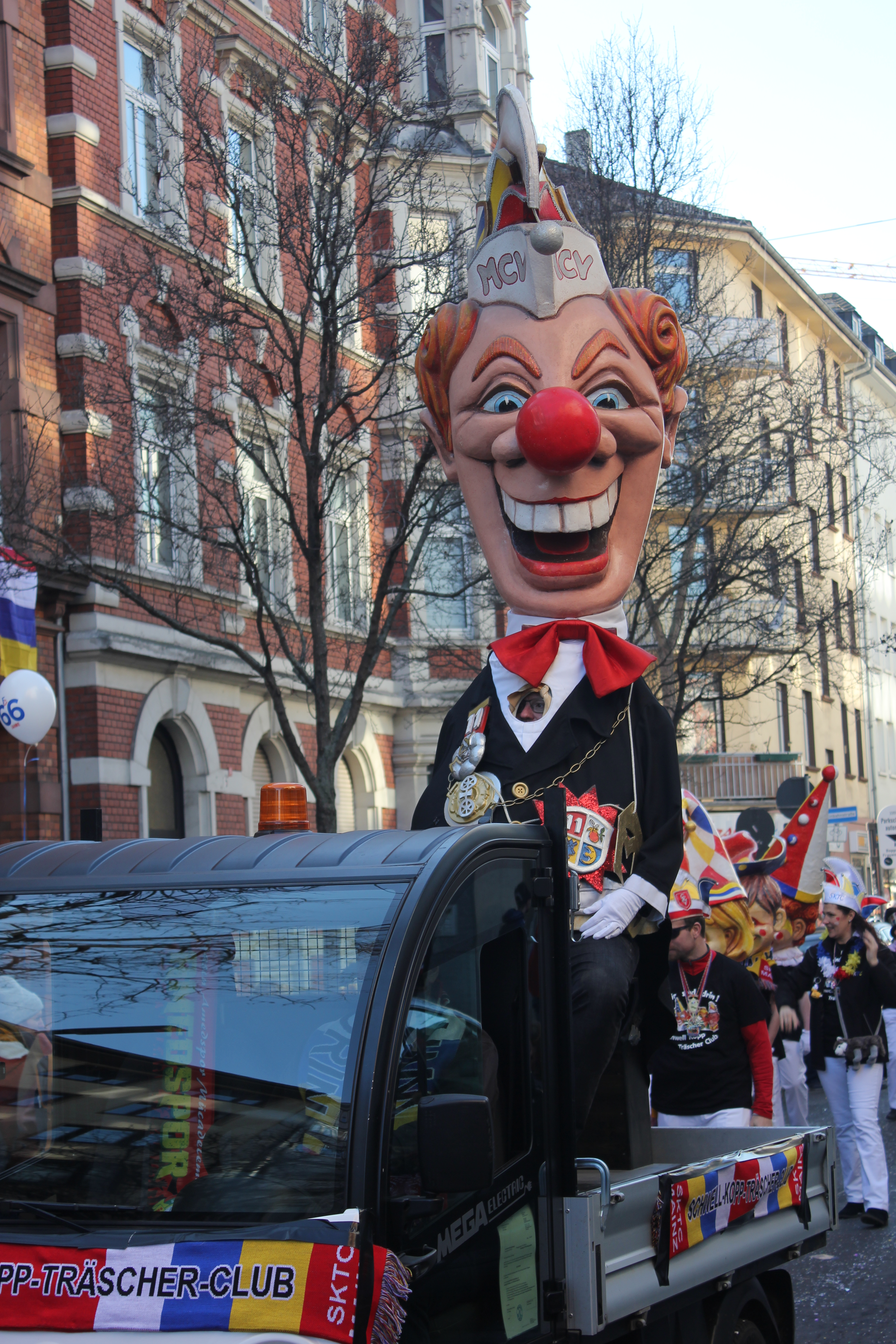
Rickes
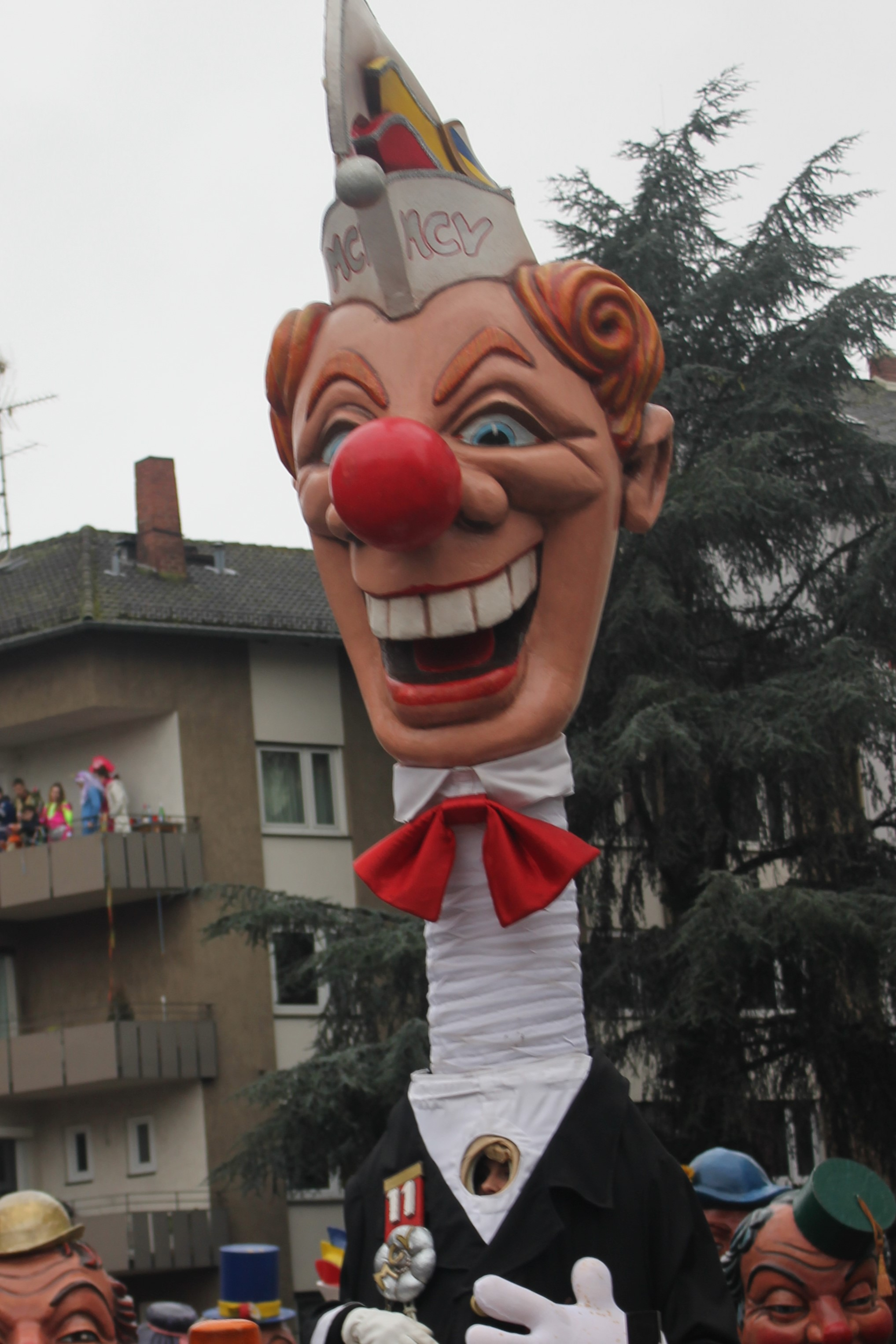
Rickes (langer Hals)
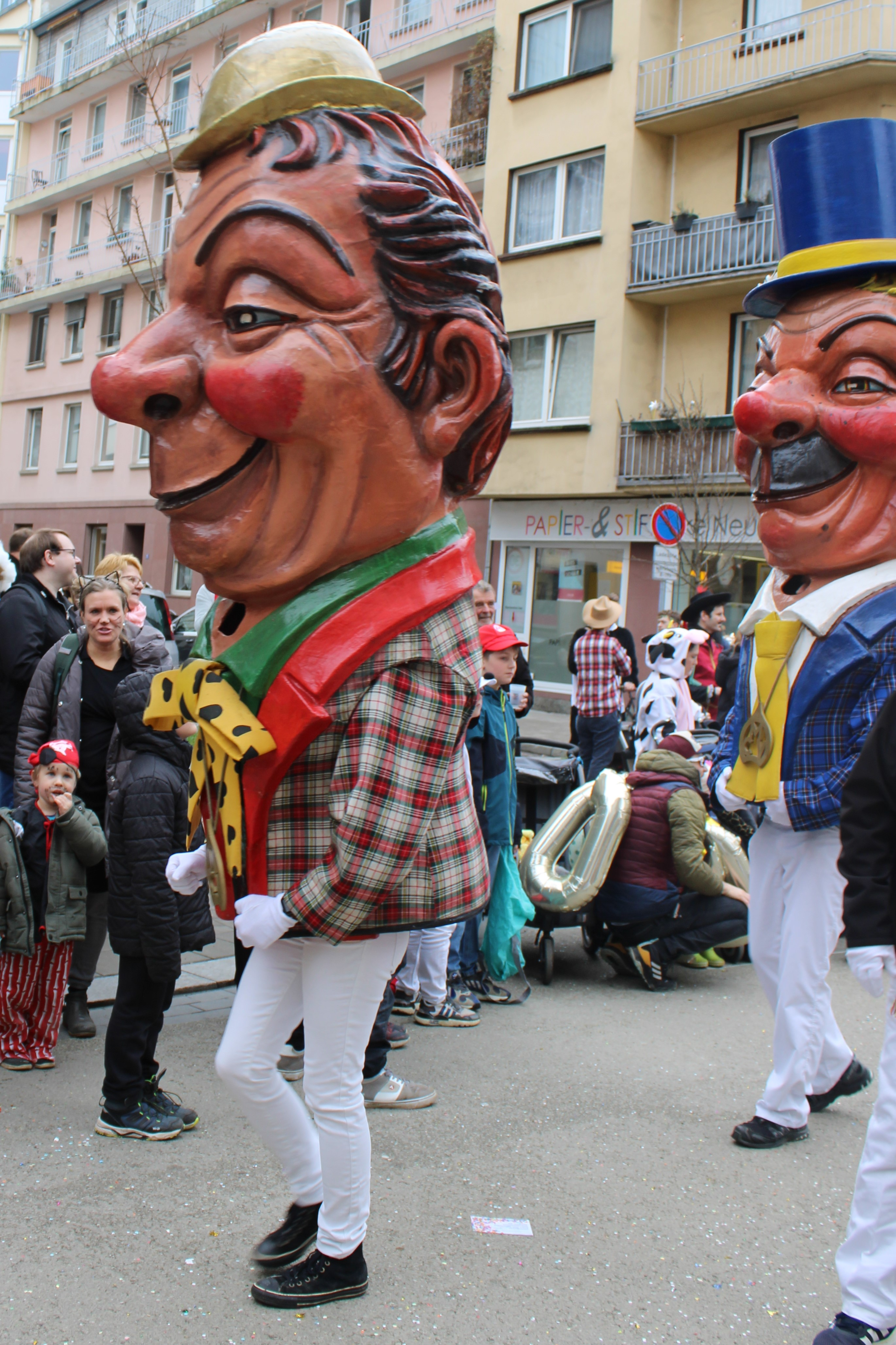
Schambes
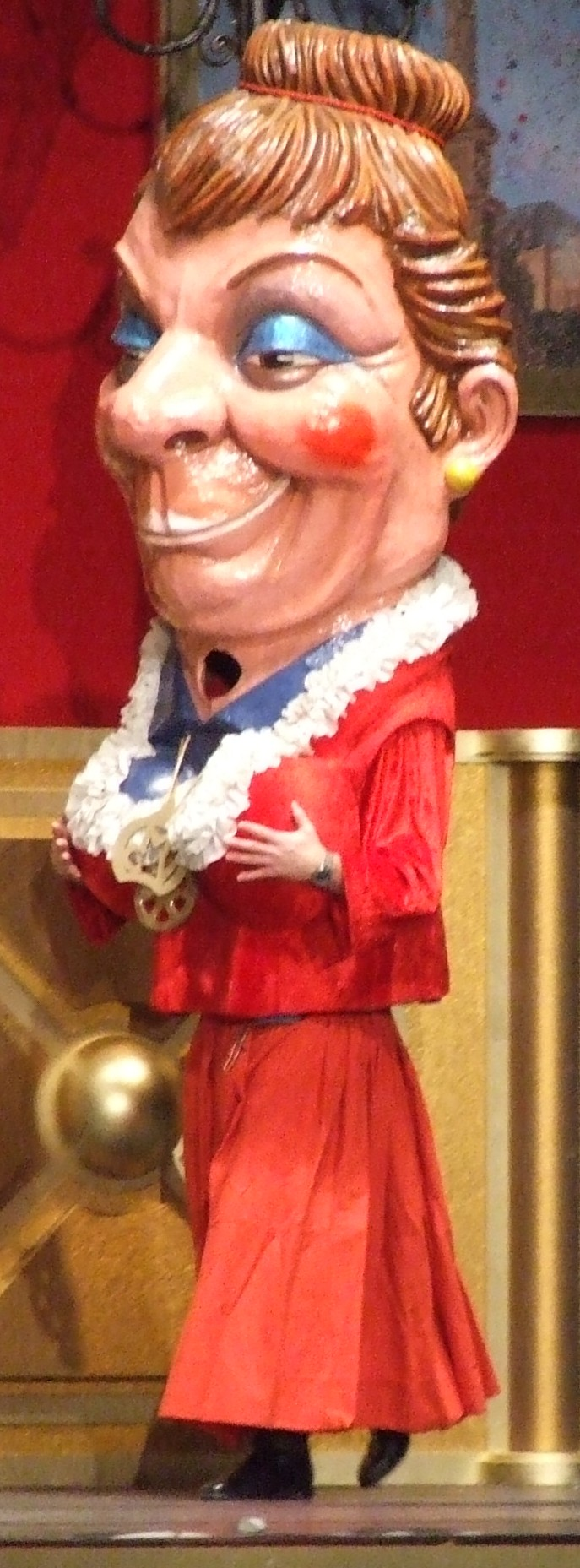
Schinnos
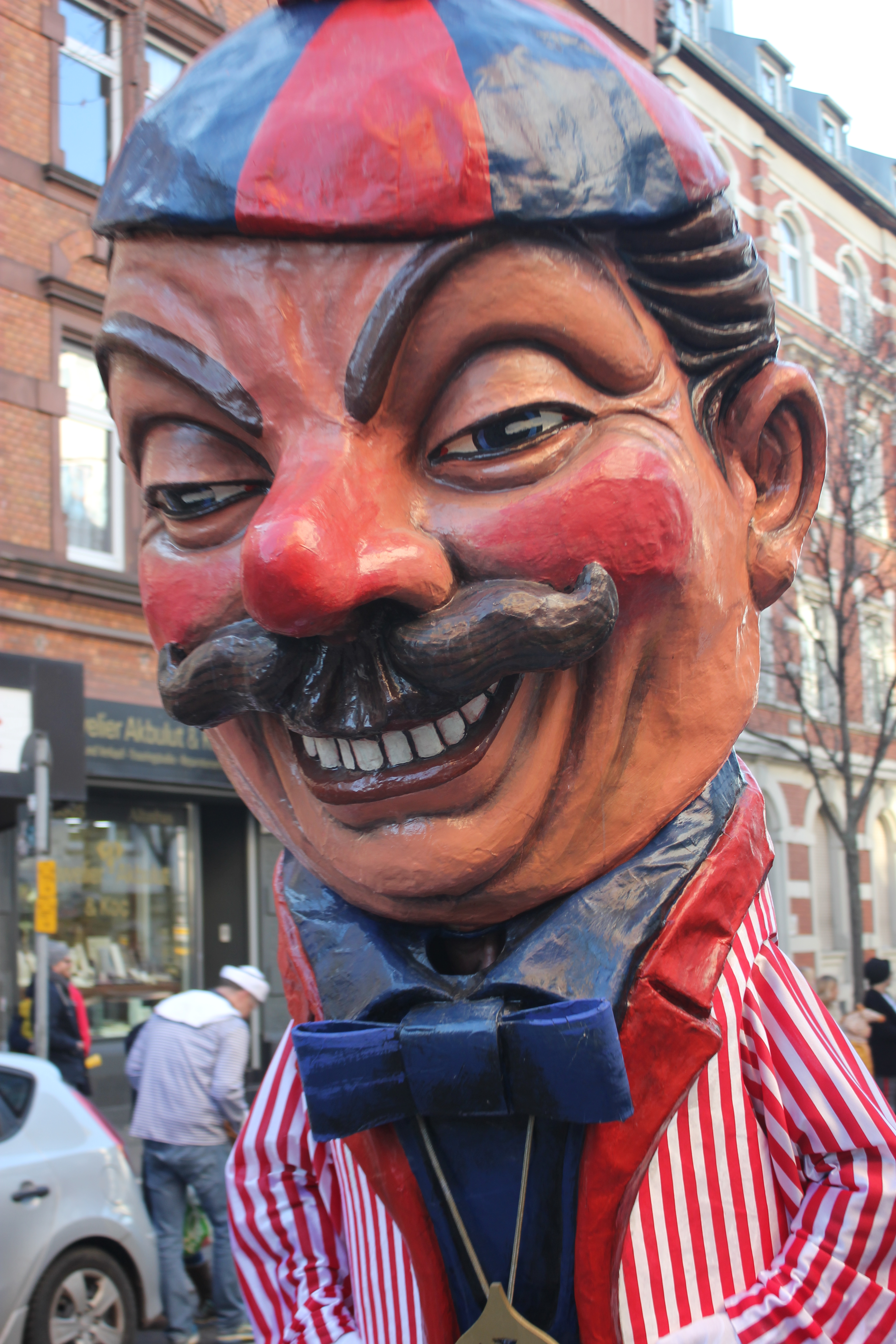
Schnorres
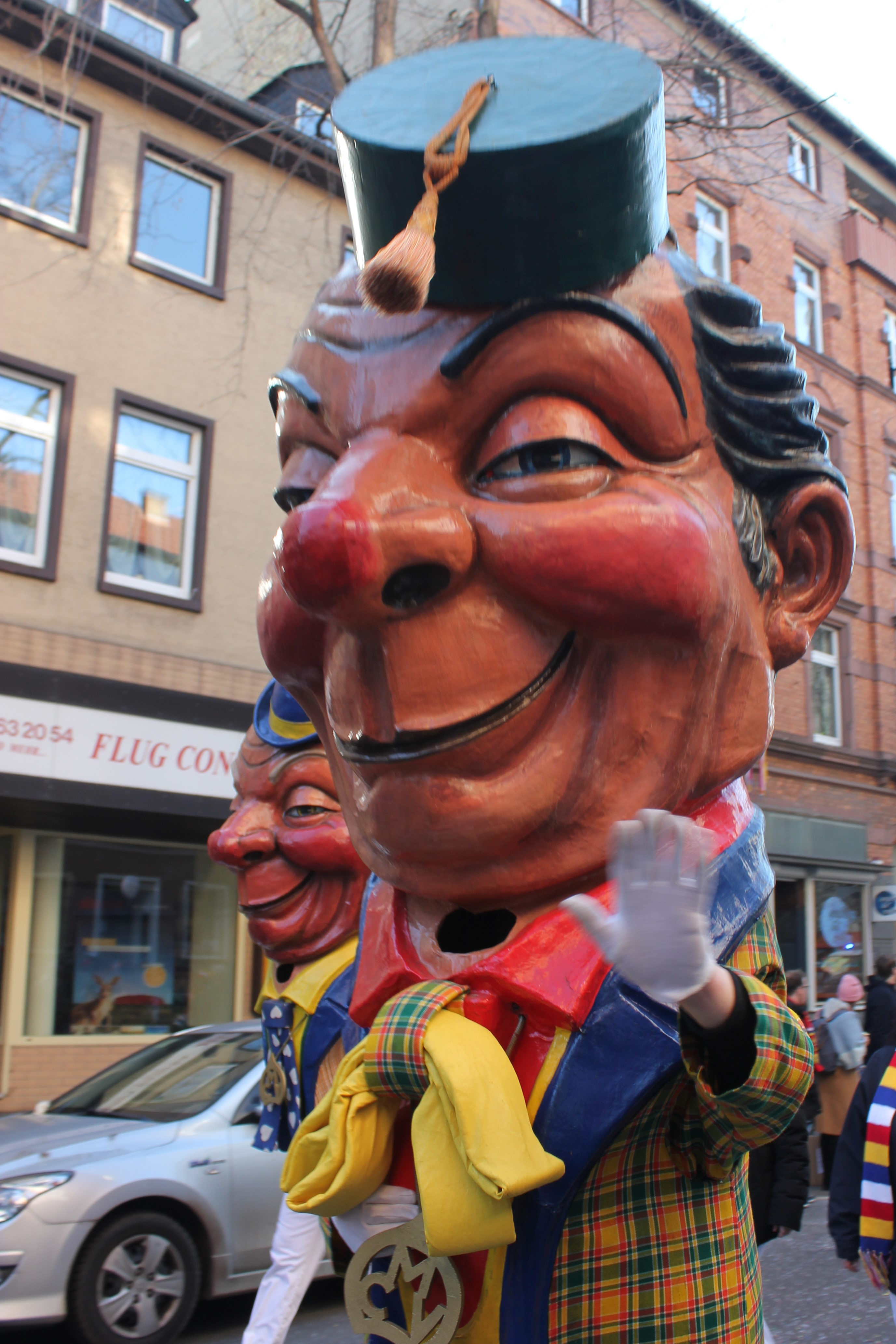
Schnudedunker
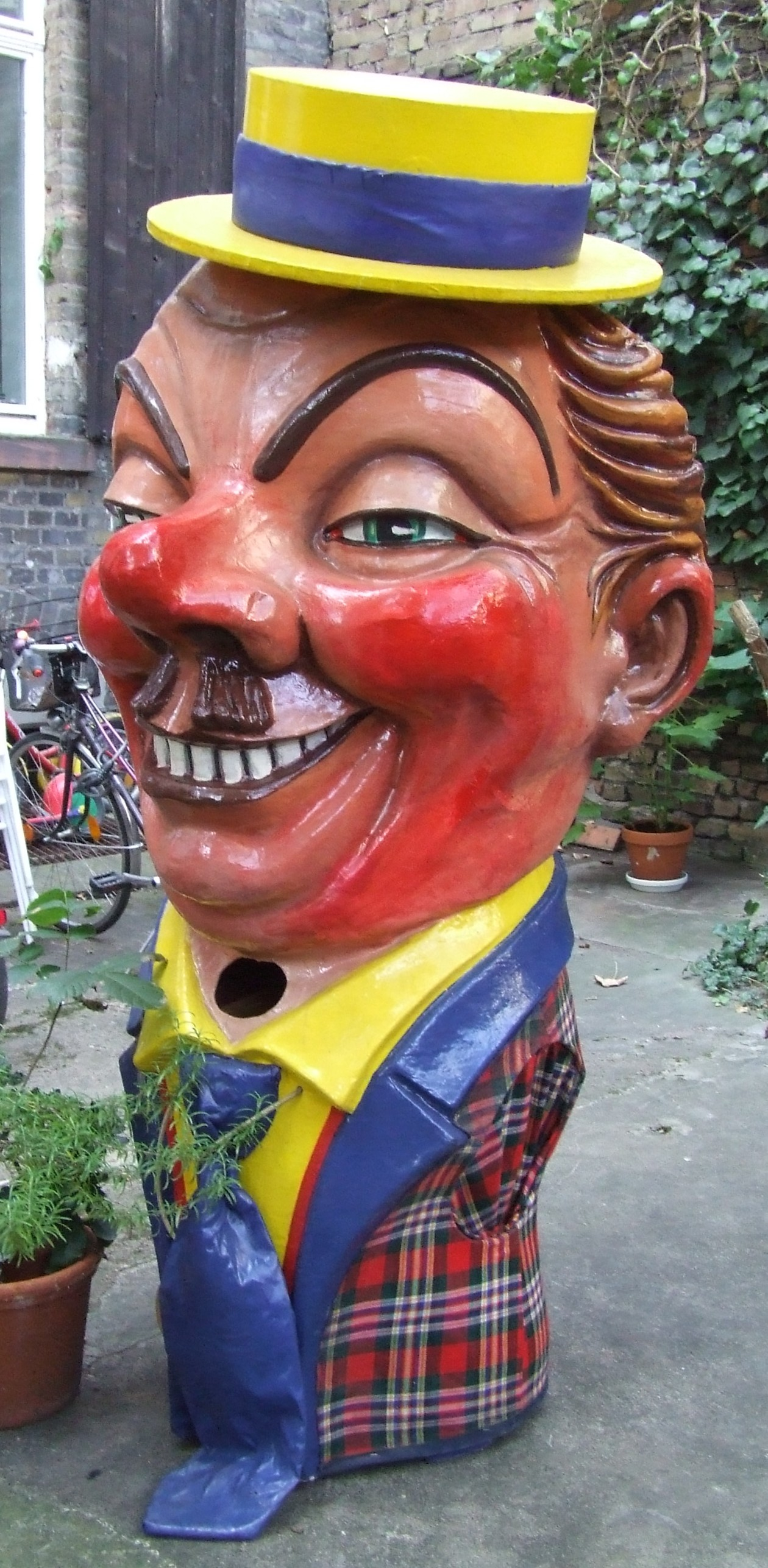
Schoode
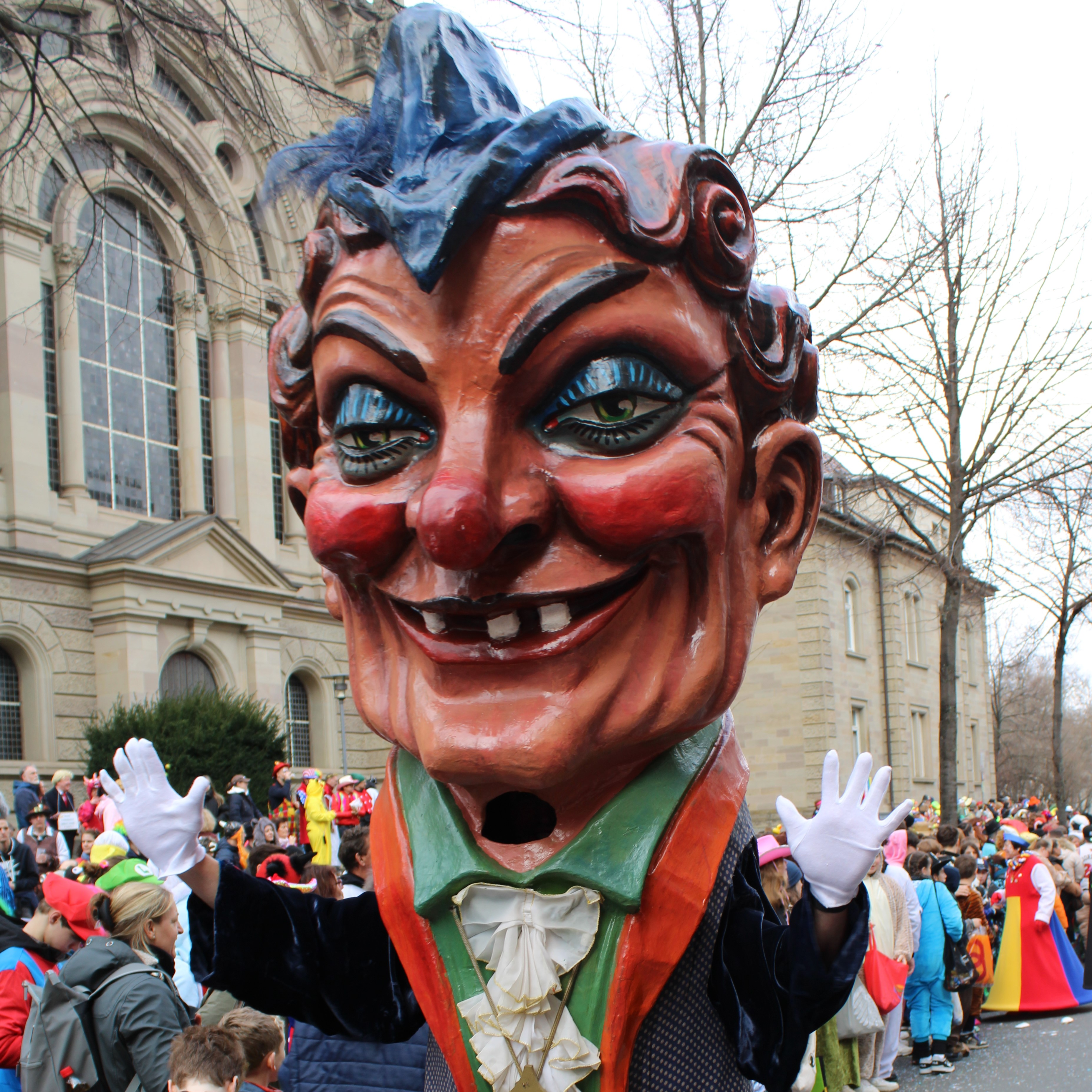
Strunzern
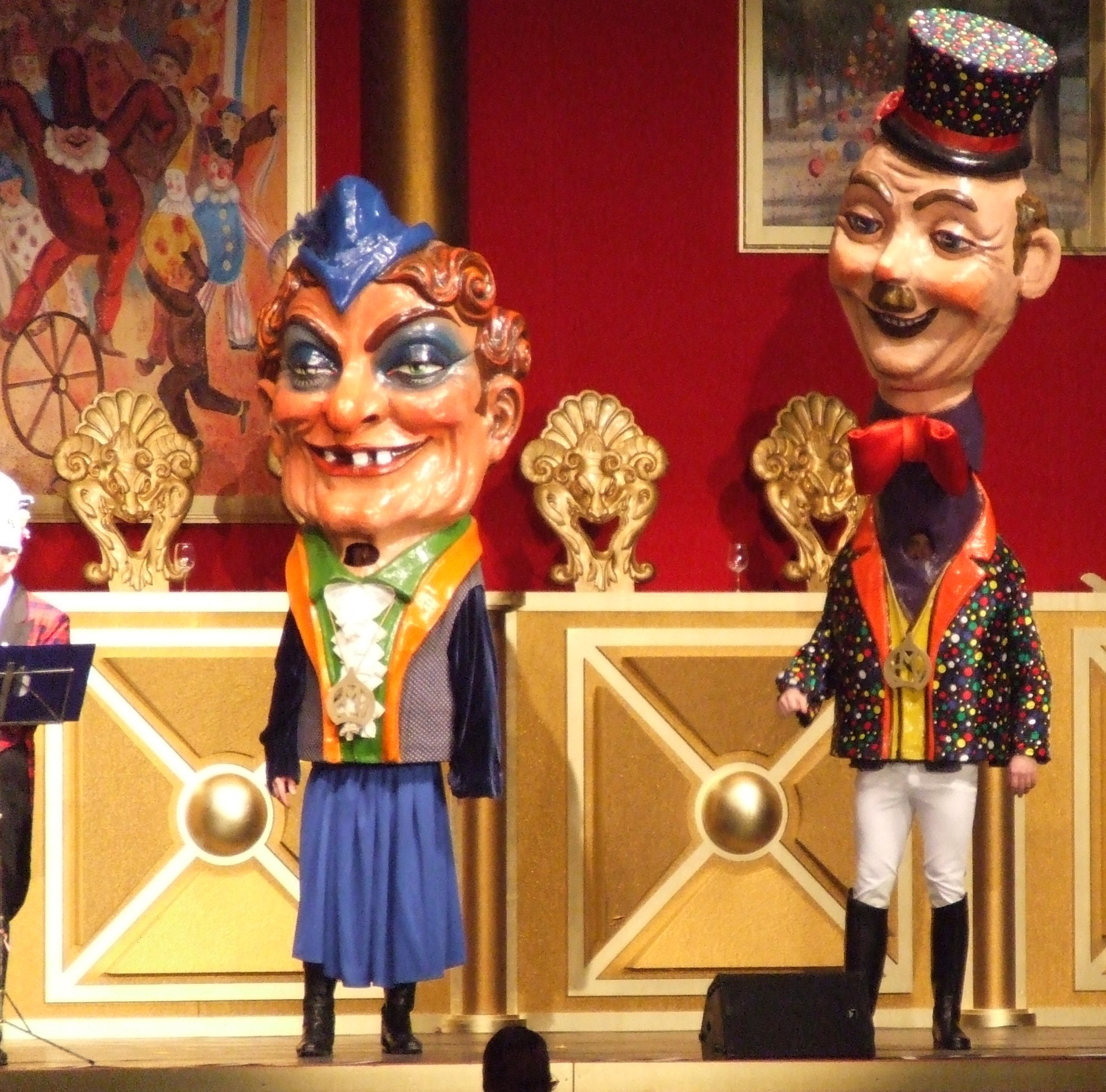
Strunzern und Onkel Theobald
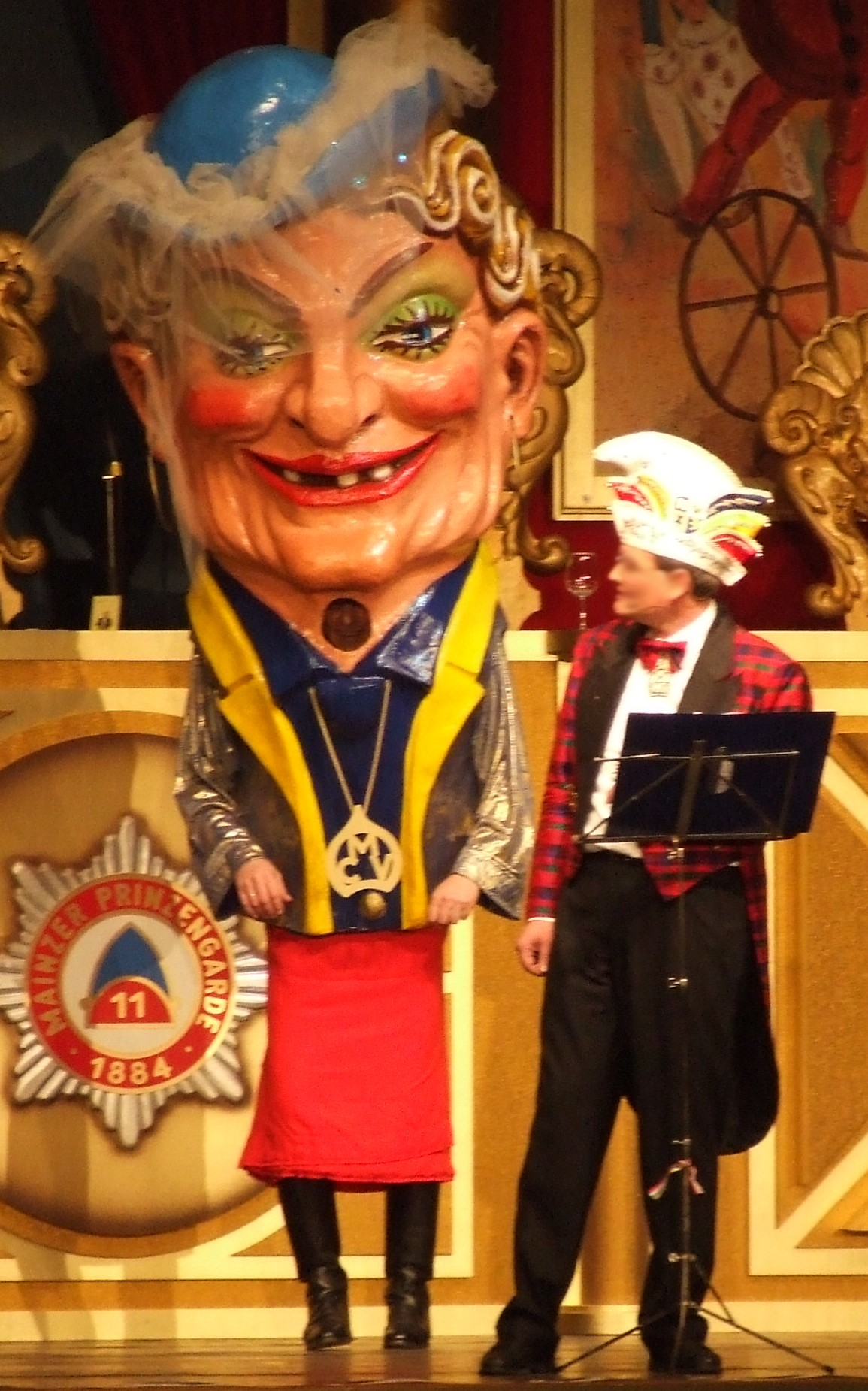
Scheel Amerell
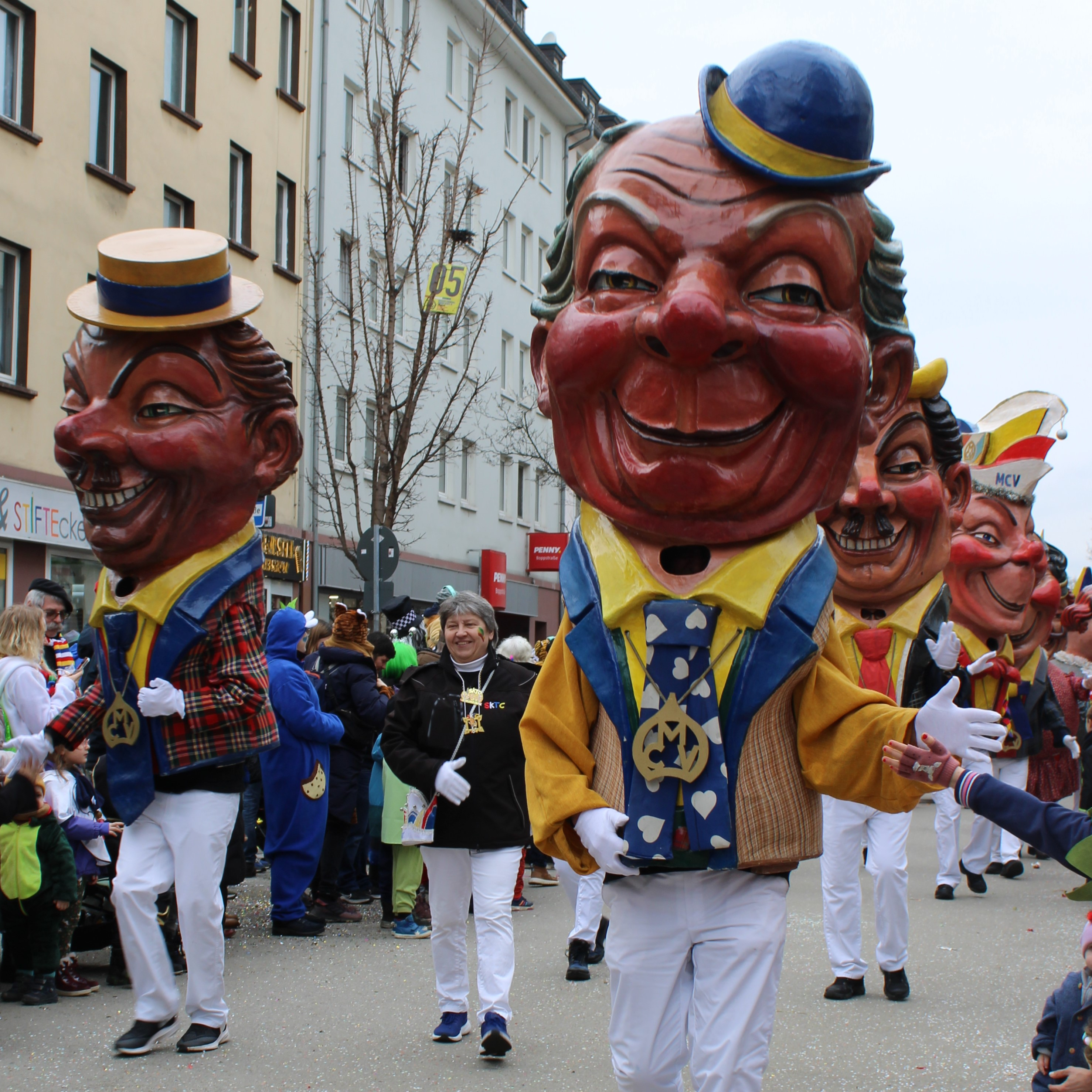
Schoode und Quatschkopp
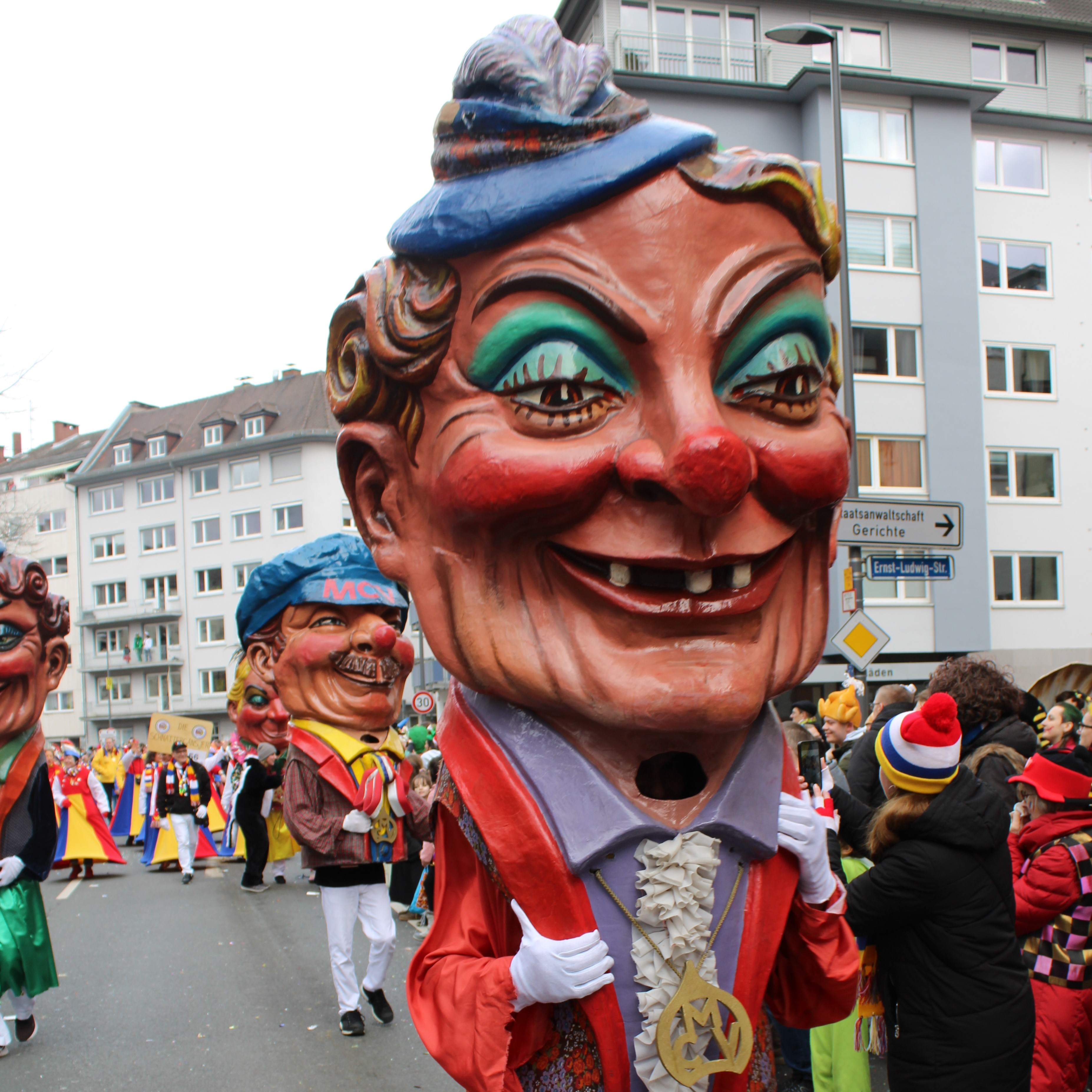
Zahraffel

## Kinderschwellköpp
Mainzer Kinder modellierten 2017 unter Anleitung von Dieter Wenger nach einer Idee von Gilbert Korte Kinderschwellköpp, die seit 2018 an den Umzügen teilnehmen. Auch ihnen wurden Namen gegeben und je ein Lebenslauf angedichtet:
1. De Max trägt eine Narrenkappe in den Fastnachtsfarben Blau, Gelb, Rot und Weiß. Er ist ein guter Schüler und kommt aus der Oberstadt. Seine Stirnfalten nennt er Sixpack vom Denken.
2. Die Julia hat einen Zwillingsbruder, de Florian. Sie kommt aus Weisenau und tanzt im Gardeballett.
3. De Kevin aus Finthen ist blond und vergesslich. Später einmal möchte er ins Komitee vom Finther-Carnevals-Verein. Er trägt eine blaue Basecap.
4. De Moritz ist aus Laubenheim und trägt einen spitzen Clowshut. Der Fußballer ist auch Messdiener und singt im Domchor als Sopran.
5. S'Lenche mit rotem Pagenkopf und Pferdeschwanz wohnt mit den Eltern, die ein Obstgut haben, in Drais.
6. Die Anabell ist Lenchens Freundin aus der Heringsbrunnengasse in der Altstadt. Die Eltern haben ein Friseurgeschäft. Anabell trägt eine Mainzer Narrenkappe und ist blond. Sie tanzt im Ballett der Ranzengarde.
7. De Niklas ist Schüler im Schlossgymnasium. Er hat dunkel gelocktes Haar und trägt einen kleinen blaugold gestreiften Hut.
8. De Florian ist kurzsichtig und trägt deshalb eine bunte Brille. Er ist blond und hat eine Zwillingsschwester, die Julia. Sein Hut ist mit Blumen geschmückt.
9. De Hennes heißt eigentlich Hans. Er hat blaues, lockiges Haar und einen gestreiften Zylinder in Fastnachtsfarben. Er kommt aus der Neustadt und will später die Metzgerei seiner Eltern übernehmen, die für ihre Fleischwurst bekannt ist.
10. De Chris aus Gonsenheim ist als Seeräuber mit zerknautschtem, gepunktetem Hut kostümiert. Er ist ein fauler Schüler. Der Pony seines brauen Haares ist zu einer Tolle frisiert.
11. Die Laura hat blondes Haar und eine große rote Schleife im Haar. Die Eltern betreiben eine Weinwirtschaft.
12. S'Lottche aus Mombach trägt rote Zöpfe.

Kinderschwellköpp
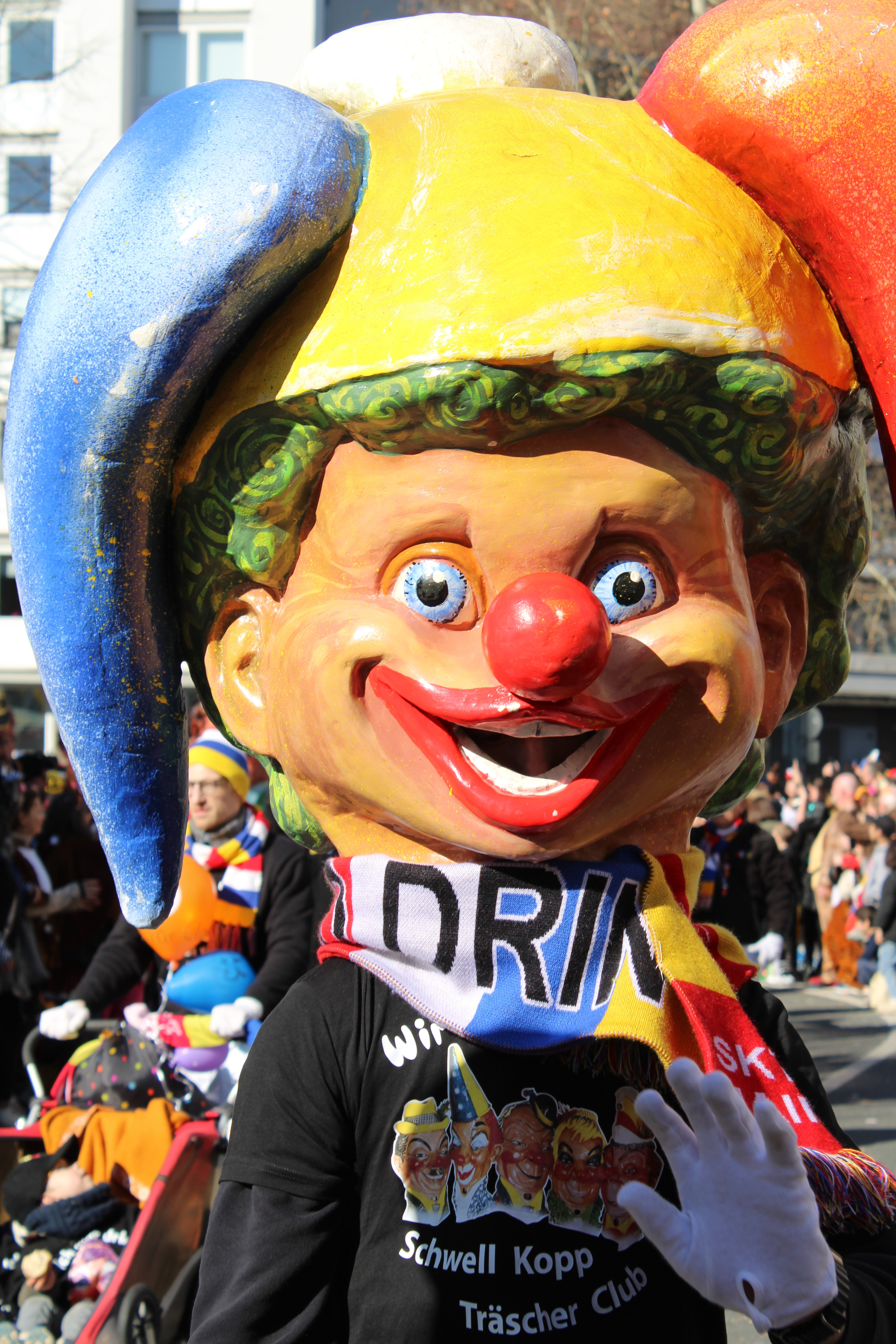
De Max
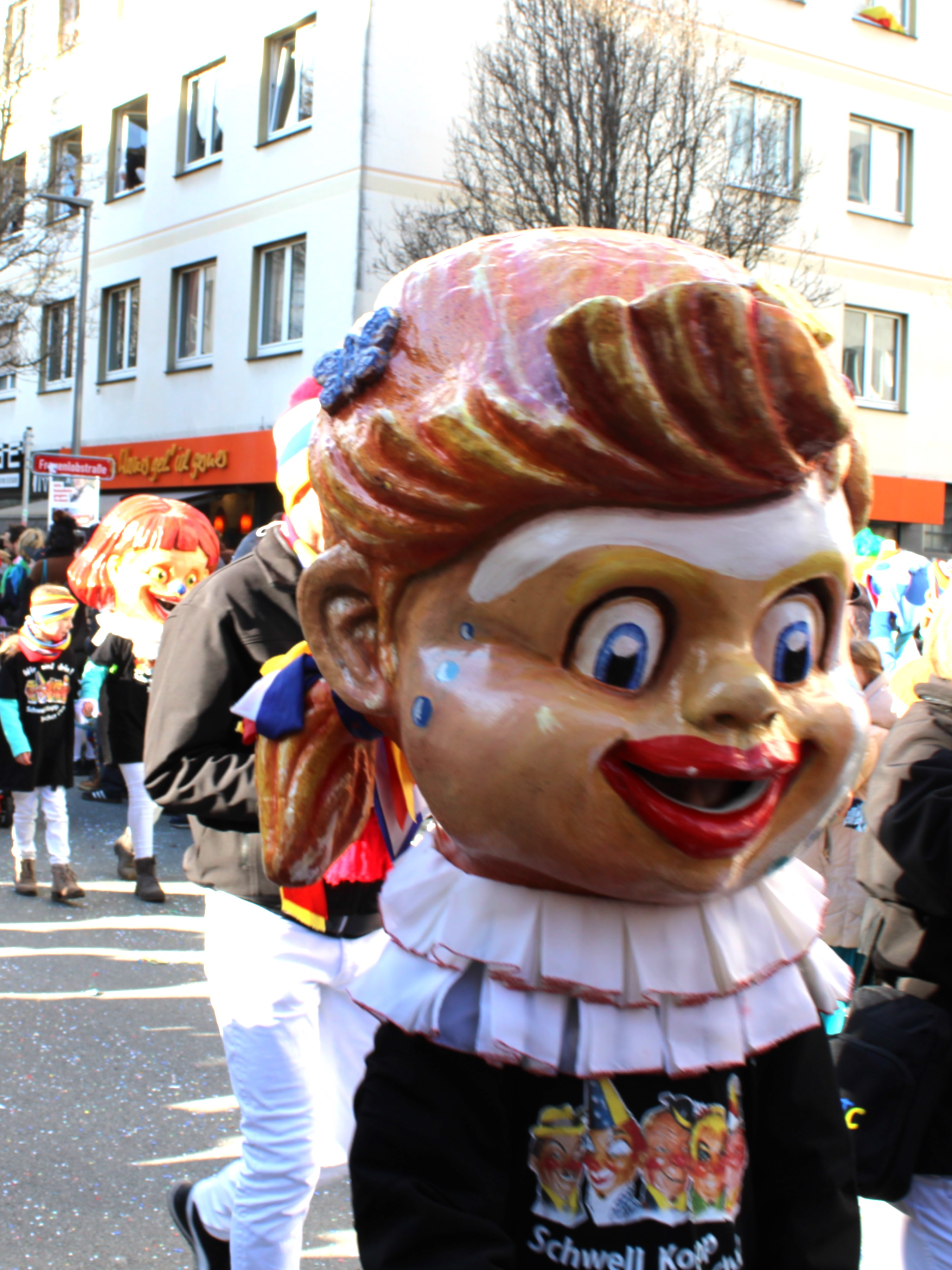
Die Julia
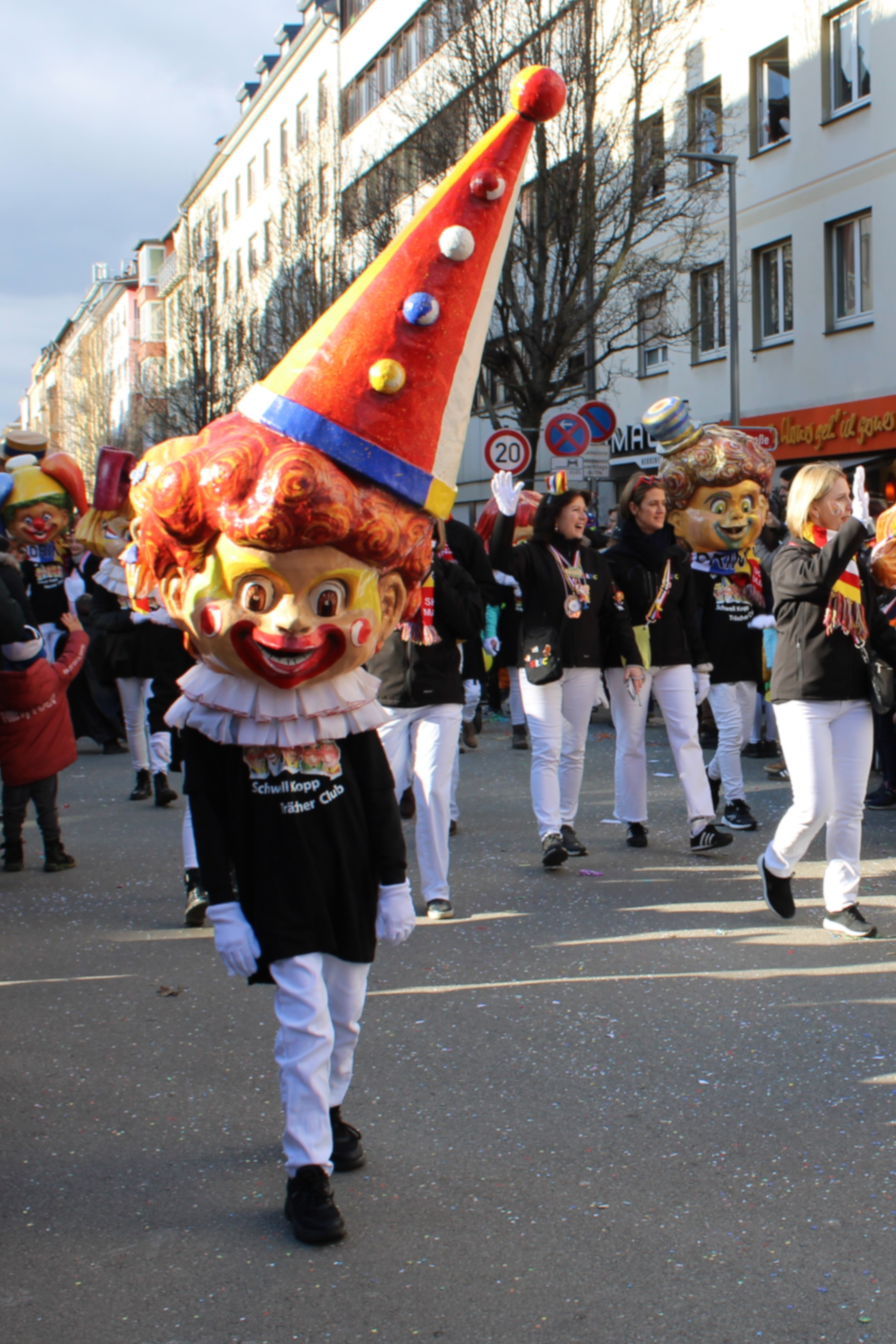
De Moritz
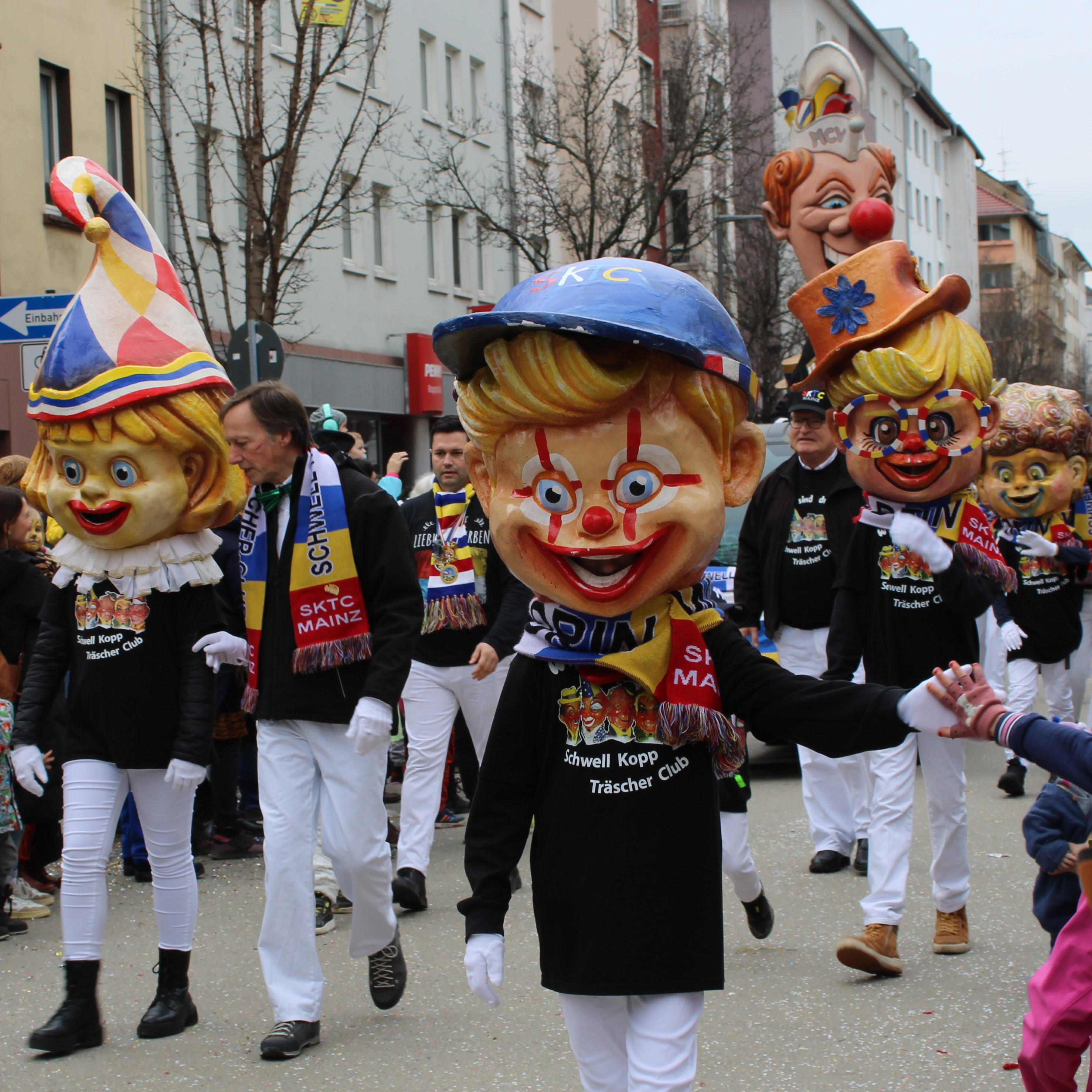
Von links: Die Anabell, De Kevin, De Florian
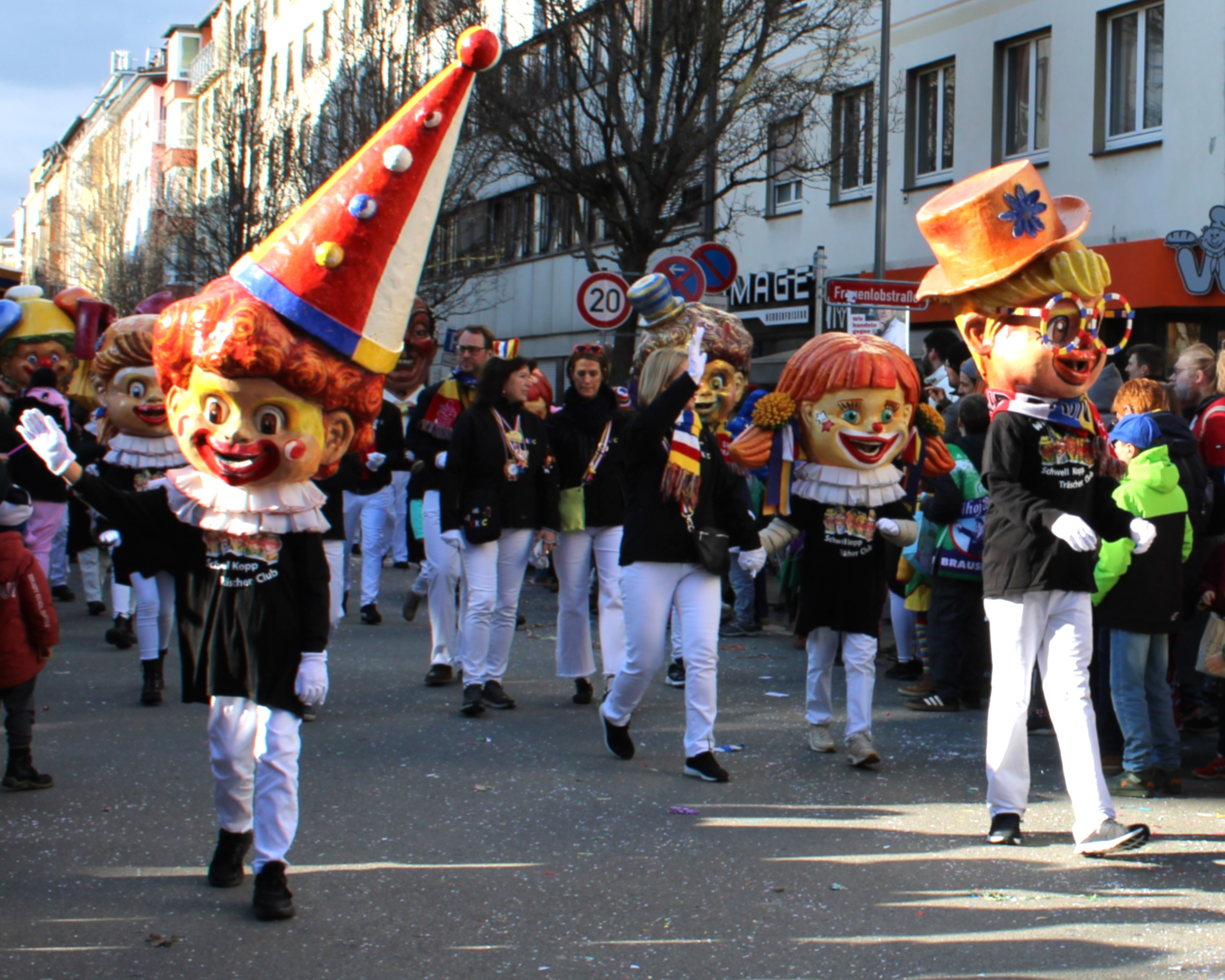
De Moritz, S'Lottche, De Florian
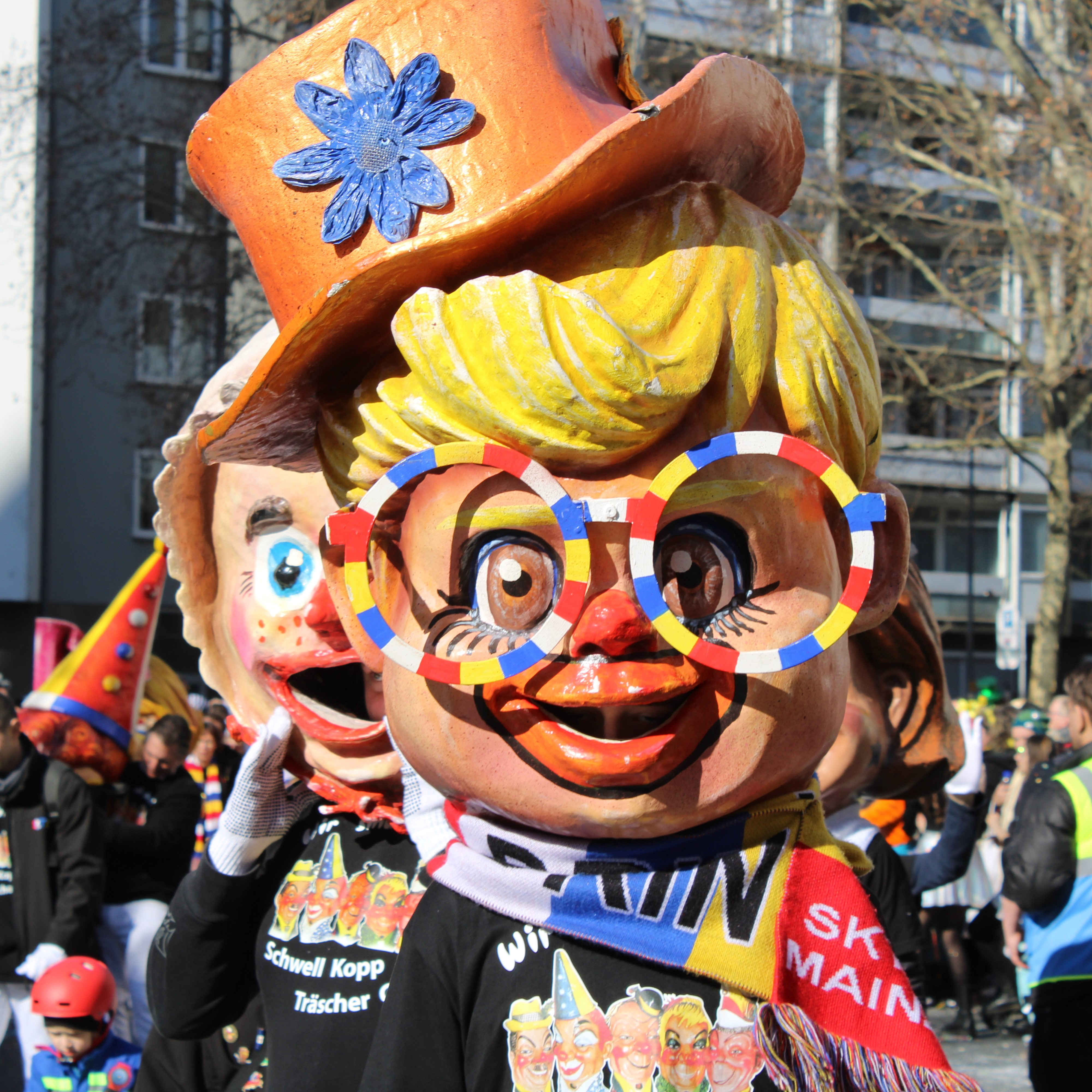
De Florian
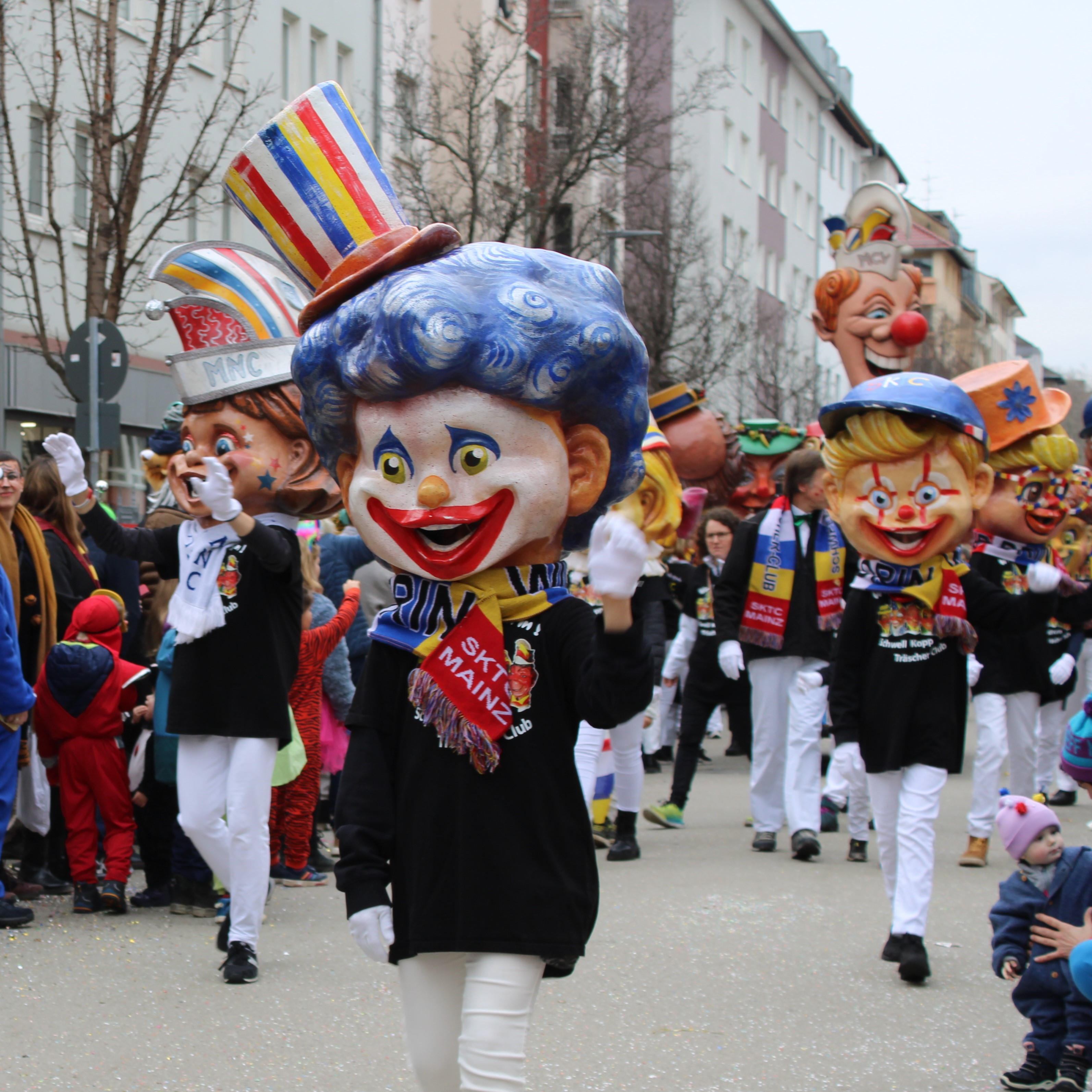
De Hennes
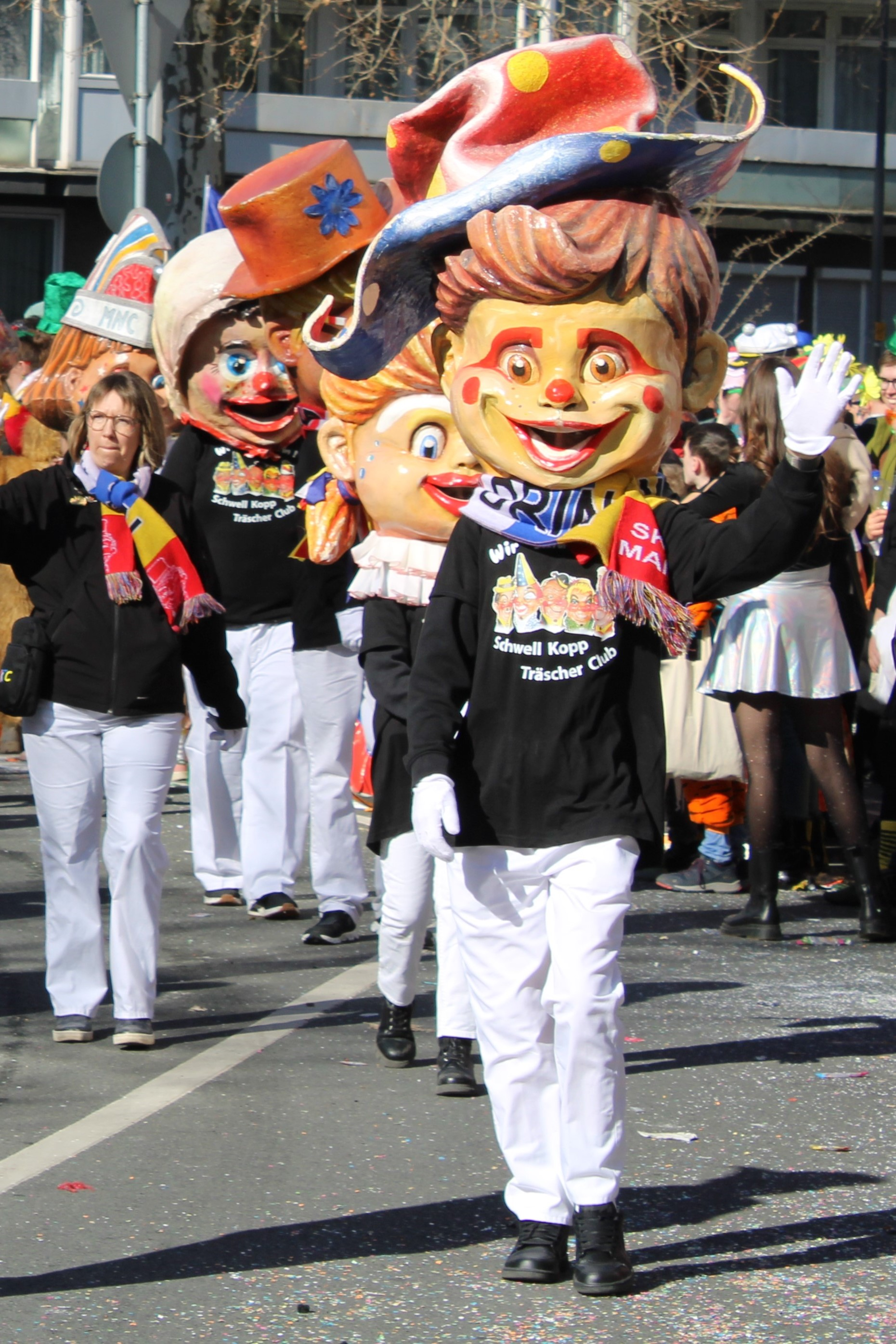
De Chris
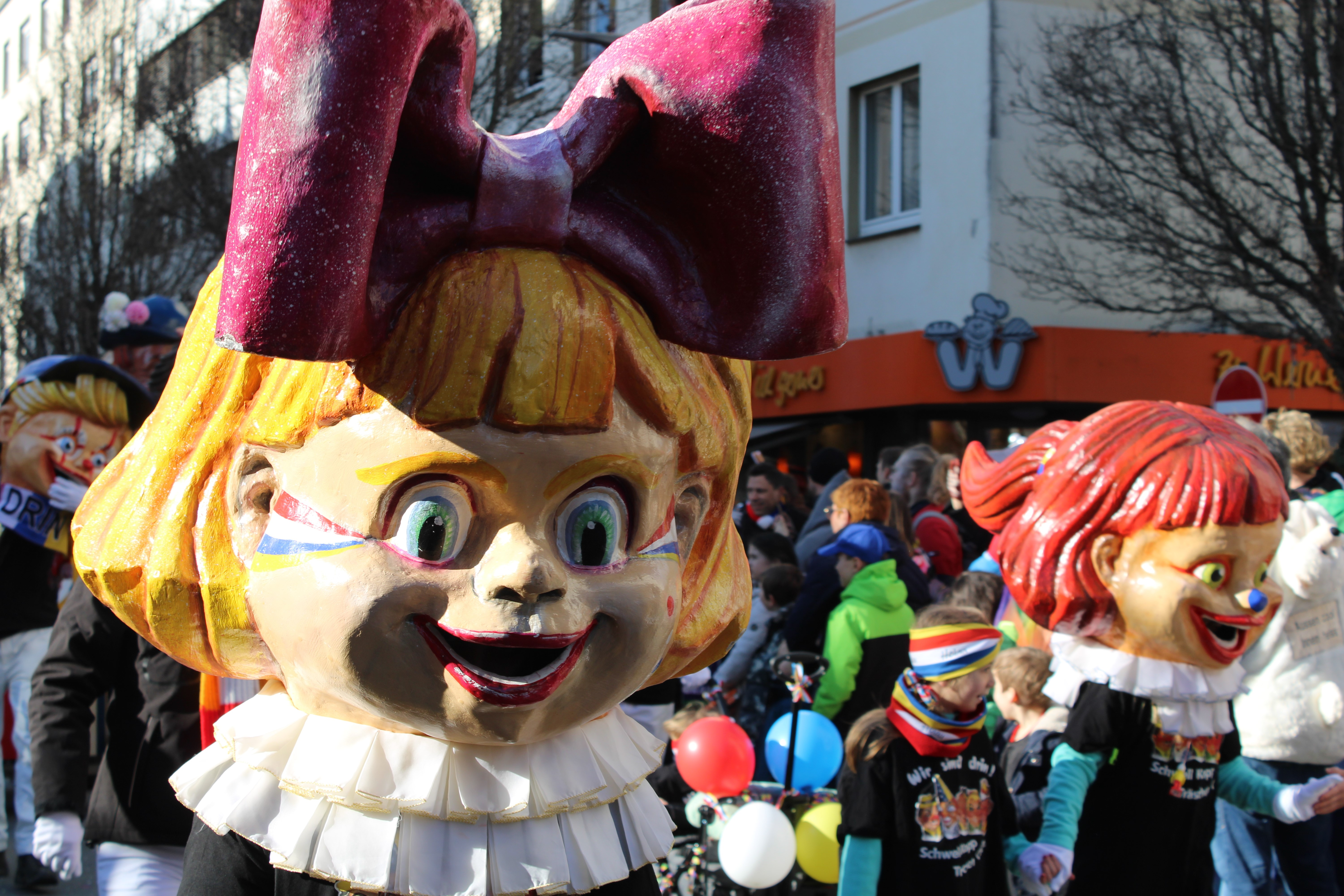
Die Laura und s'Lenche